# 1952
1952 (MCMLII) byl rok, který dle gregoriánského kalendáře započal úterým.

## Události

### Československo
- byla zahájena výstavba přehradní nádrže Lipno
- 7. dubna na pražském letišti Ruzyně přistál vojenský speciál z Indočíny s československými vojáky, zúčastněných v bojích proti Viet-Minhu během indočínské války v řadách francouzské cizinecké legie.
- 26. dubna – v Mariánských Lázních byl ukončen provoz tramvají
- na Letních olympijských hrách v Helsinkách (19. 7. – 3. 8.) získal Emil Zátopek tři zlaté medaile v běhu na 5 km, 10 km a v maratonu, zlatou medaili ve veslování získala také čtyřka s kormidelníkem vedená Jiřím Havlisem, medaili s ním získali Stanislav Lusk, Karel Mejta, Jan Jindra a Miroslav Koranda
- 2.–4. července – V tzv. Procesu se Zelenou internacionálou bylo v Brně odsouzeno 15 lidí k trestům odnětí svobody na 7–22 let.
- 8.–10. července – V politickém procesu proti skupině Lampa Václav a spol. bylo v Liberci odsouzeno 12 lidí odsouzeno k trestům odnětí svobody. Dva odsouzení dostali trest těžkého žaláře na doživotí.
- 26. srpna – Při železniční nehodě v Suchdole nad Odrou zemřelo 14 lidí.
- 1. září byla založena Střední průmyslová škola Česká Lípa
- vznikla samostatná Vysoká škola chemicko-technologická v Praze[1] (VŠCHT Praha) – vyčleněním Vysoké školy chemicko-technologického inženýrství ze svazku ČVUT
- 15.–16. října – V politickém procesu bylo v Jilemnici odsouzeno 11 lidí k trestům odnětí svobody od 10 do 20 let.
- 20.–27. listopadu – V politickém procesu s Rudolfem Slánským bylo 11 lidí odsouzeno k trestu smrti.
- 3. prosince – poprava Rudolfa Slánského
- 18. prosince – poprava Miroslava Šmída, vraha Herty Černínové (vražda inspirovala i jeden z dílů seriálu 30 případů majora Zemana)

### Svět
- 6. února – Po 16 letech vlády zemřel anglický král Jiří VI. a na trůn nastoupila jeho dcera Alžběta II.
- 14.–25. února – VI. zimní olympijské hry v norském Oslu.
- 18. února vstoupily Řecko a Turecko do NATO.
- 10. března – Na Kubě proběhl vojenský puč a prezidentem se stal Fulgencio Batista.
- 25. dubna se v Německu spojilo Würtembersko-Bádensko s francouzskými okupačními zónami Bádensko a Württembersko-Hohenzollernsko a vytvořily zemi Bádensko-Württembersko.
- 28. dubna skončila okupační správa Japonska.
- květen – Byla přijata Německá hymna.
- 13. a 16. června – Aféra Catalina: Sovětští stíhači sestřelili v mezinárodním vzdušném prostoru na Baltským mořem dva letouny Švédského letectva.
- 19. července–3. srpna – Na XV. letních olympijských hrách ve finských Helsinkách získali českoslovenští sportovci 13 medailí.
- 23. července
  - Vojenský převrat v Egyptě pod vedením Muhammada Nadžíba a Gamála Násira ukončil vládu krále Farúka I.
  - došlo k přeměně NDR v centralistický stát a zrušení zemí, které byly rozděleny mezi vzniklé kraje.
- 11. srpna – Abdikoval jordánský král Talal I. a na trůn nastoupil jeho syn Husajn I., který pak vládl do roku 1999.
- 12. srpna – V moskevské věznici Lubjanka bylo popraveno 13 židovských intelektuálů obviněných z vlastizrady.
- 5.–14. října – Moskvě proběhl XIX. sjezd VKS(b), který byl posledním sjezdem za Stalinova života. Strana byla přejmenována na Komunistickou stranu Sovětského svazu.
- 8. října – Při největší železniční nehodě ve Spojeném království, srážce tří vlaků v Harrow, zemřelo 112 lidí a 340 jich bylo zraněno.
- 17. října – Španělský římskokatolický kněz Josemaría Escrivá de Balaguer založil Navarrskou univerzitu.
- 1. listopadu – Ivy Mike: Na atolu Eniwetok uskutečnily USA první úplný test vodíkové bomby.
- 4. listopadu – V amerických prezidentských volbách zvítězil republikánský kandidát generál Dwight D. Eisenhower.
- 5. listopadu – Po zemětřesení o síle 9 stupňů Richterovy stupnice a následné tsunami zahynulo v Severo-Kurilsku na Kurilských ostrovech přes 2000 lidí.
- 5.–9. prosince – Velký smog v Londýně způsobil úmrtí tisíců lidí.
- 8. prosince – Druhým izraelským prezidentem byl zvolen Jicchak Ben Cvi.

## Vědy a umění
- 26. září – premiéra filmu Pyšná princezna (režie Bořivoj Zeman)
- 6. října – Premiéra detektivní hry Agatha Christie Past na myši (The Mousetrap) v Londýně, která se stále hraje
- 23. října – Premiéra Chaplinova filmu Světla ramp v New Yorku
- 6. listopadu – Premiéra baletu Sedm krasavic Kary Karajeva v Baku v Divadle opery a baletu M. F. Achundova
- 17. listopadu – ustavena Československá akademie věd (ČSAV)
- 20. listopadu – Světová premiéra komedie George Axelroda "Seven Year Itch" ve Fultonově divadle v New Yorku
- vyroben první syntetický papír (ze syntetických vláken)
- objeveny nové prvky einsteinium a fermium
- Byly vydány knihy Stařec a moře (Ernest Hemingway), Na východ od ráje (John Steinbeck) a Most přes řeku Kwai (Pierre Boulle).

## Nobelova cena
- Nobelova cena za fyziku – Felix Bloch, Edward Mills Purcell (oba USA za výzkum metod přesných měření magnetických vlastností atomových jader)
- Nobelova cena za chemii – Archer John Porter Martin, Richard Laurence Millington Synge (oba Velká Británie za vynález metody rozdělovací chromatografie)
- Nobelova cena za fyziologii a lékařství – Selman Abraham Waksman (USA za objev streptomycinu, prvního antibiotika účinného proti tuberkulóze)
- Nobelova cena za literaturu – François Mauriac (Francie)
- Nobelova cena za mír – Albert Schweitzer (Francie, zakladatel nemocnice v Lambaréné)

## Narození

### Česko

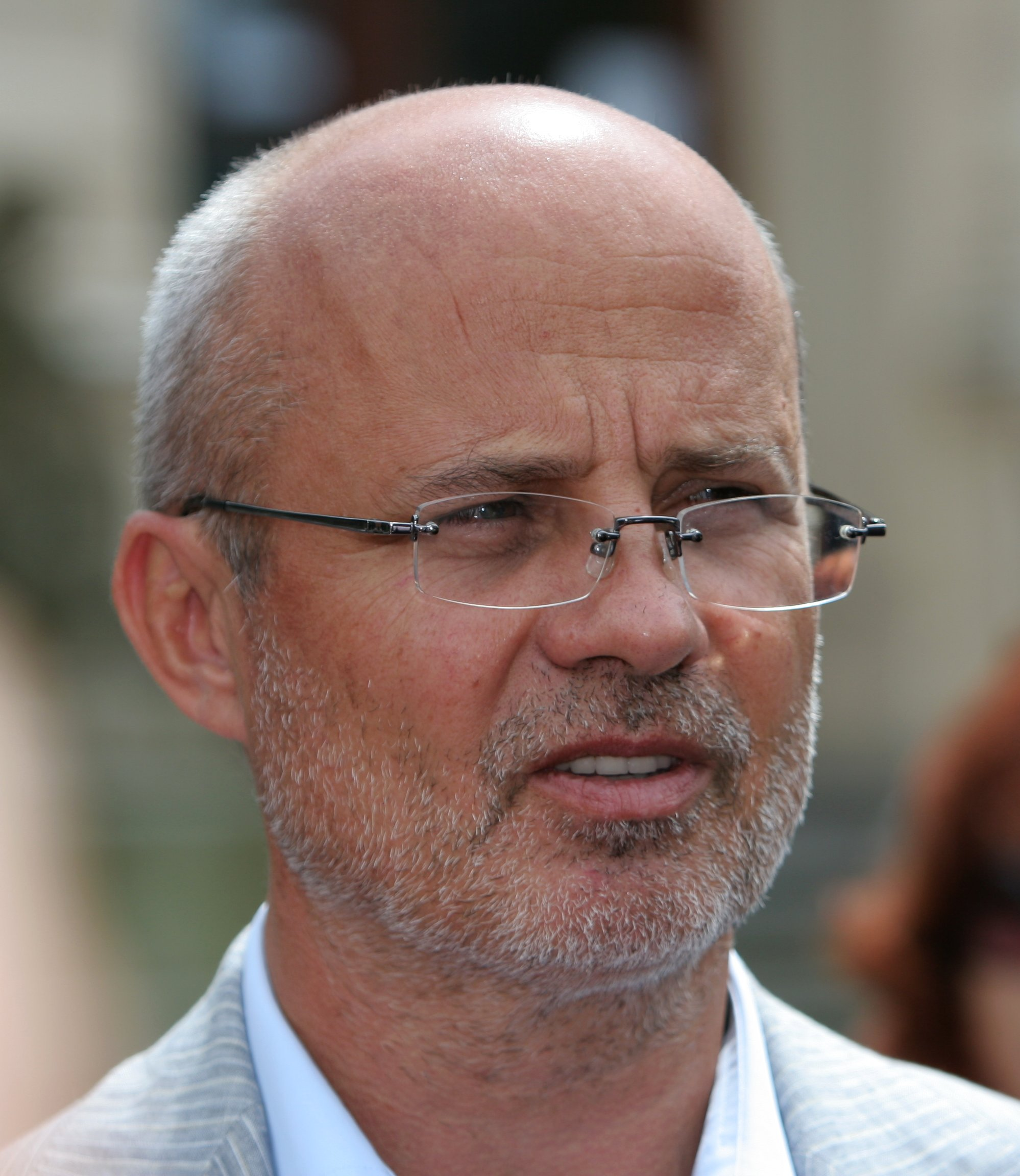
Michal Horáček (* 23. července)

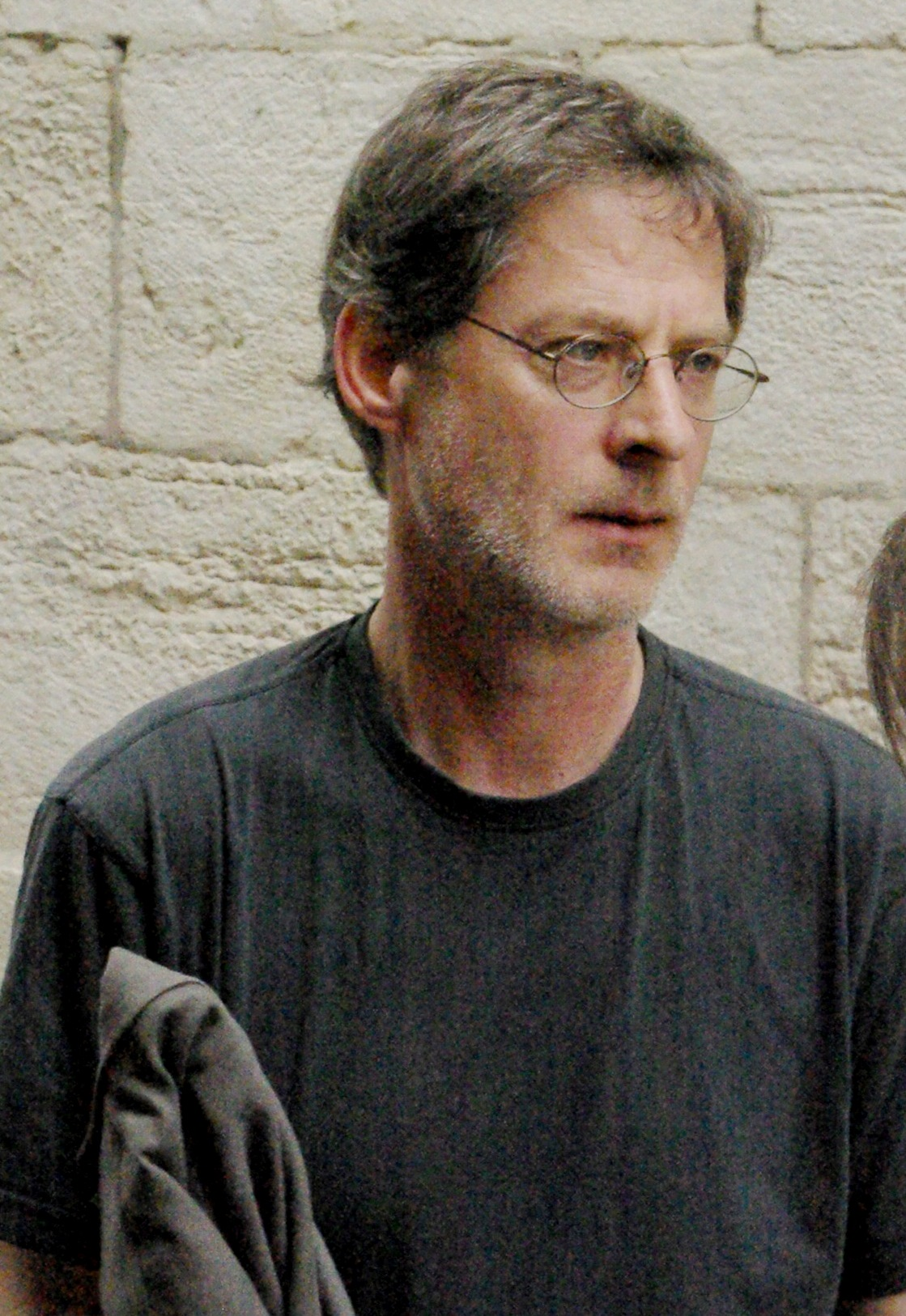
Jan Hartl (* 12. září)

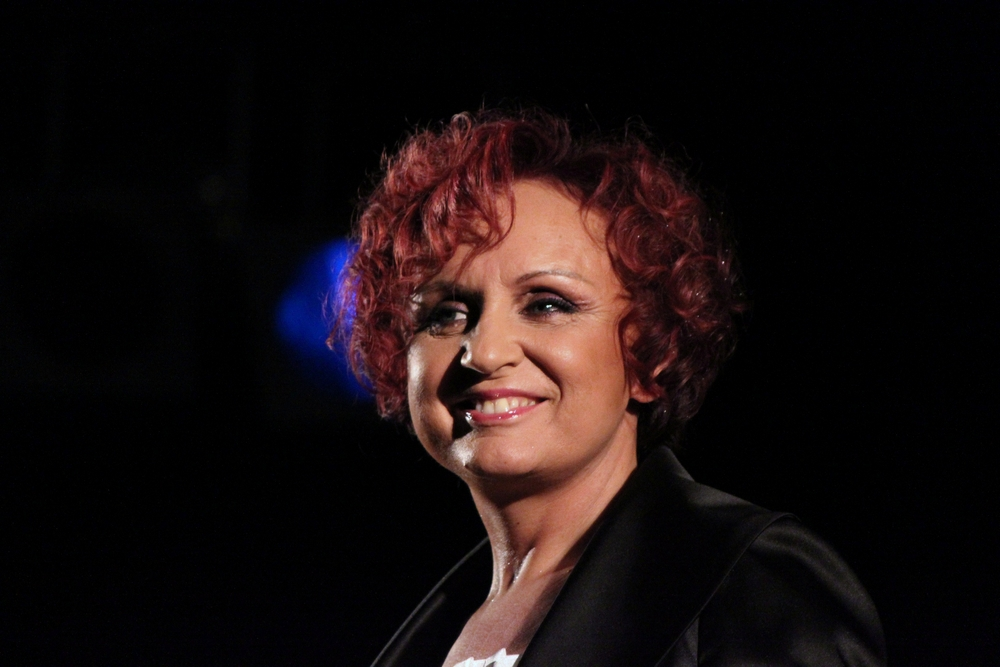
Petra Janů (* 19. listopadu)

- 3. ledna – Pavel Medek, ekonom a překladatel († 2. února 2015)
- 4. ledna – Čestmír Suška, sochař, režisér
- 5. ledna – Jiří Wolf, politický vězeň, antikomunista, autor pohádkových knih
- 6. ledna
  - Oldřich Kašpar, historik, etnolog, iberoamerikanista
  - Martin Braniš, přírodovědec, zoolog († 27. září 2013)
- 9. ledna – Marek Zvelebil, česko-britský archeolog († 7. července 2011)
- 10. ledna – Jaroslav Slípka, otorhinolaryngolog
- 11. ledna – Věra Wajsarová, zpěvačka
- 16. ledna – Rostislav Švácha, historik a teoretik umění a architektury
- 23. ledna
  - Pavel Hůla, houslista a hudební pedagog († 7. prosince 2021)
  - Jaroslav Pouzar, hokejový útočník
  - Petr Spilka, mluvčí jaderné elektrárny Dukovany a politik
- 29. ledna
  - Valérie Čižmárová, zpěvačka slovenského původu († 7. března 2005)
- 3. února – Jiří Zych, odborný publicista, písničkář a textař
- 8. února – Eva Jakoubková, herečka († 16. června 2005)
- 14. února – Pavel Dominik, tlumočník a překladatel
- 15. února – Josef Lukášek, spisovatel a politik
- 16. února – Zora Kostková, herečka
- 17. února – Vladimír Padrůněk, rockový a jazzrockový baskytarista († 30. srpna 1991)
- 18. února – Milan Schelinger, rockový kytarista († 10. února 2023)
- 19. února
  - Otmar Oliva, sochař
  - Miloslav Výborný, politik, soudce Ústavního soudu
- 24. února – Jaromír Rybák, malíř, sochař a sklářský výtvarník
- 25. února – Vladimír Kratina, herec, zpěvák, písničkář a producent
- 2. března
  - Vladimír Kindl, právník a vysokoškolský pedagog
  - Jiří Kornatovský, malíř, kreslíř a grafik
- 3. března – Jan Rulf, archeolog
- 4. března – Stanislav Kubeš, rockový kytarista
- 6. března – Stanislav Motl, novinář a spisovatel
- 8. března – Michal Křížek, matematik a popularizátor vědy
- 9. března – Milana Hrušáková, děkanka Právnické fakulty Univerzity Palackého v Olomouci
- 13. března – Eduard Janota, ekonom, ministr financí († 20. května 2011)
- 14. března – Zuzana Geislerová, herečka
- 16. března – Květoslav Matějka, publicista, spisovatel a herec
- 17. března – Ladislav Bátora, manažer, úředník a politický aktivista
- 20. března – Jindřich Martiš, horolezec a filmař († 5. listopadu 1997)
- 26. března
  - Jan Burian, básník, písničkář a prozaik
  - Kateřina Červenková, muzikoložka, lexikografka a klavíristka
- 27. března – Eva Hrušková, herečka
- 31. března – Pavel Suchánek, politik, předseda Rozpočtového výboru sněmovny
- 9. dubna – Jiří Kolář, policejní prezident Policie ČR
- 11. dubna
  - Ladislav Bareš, egyptolog a arabista
  - Jiří Králík, hokejový brankář
- 12. dubna – Prokop Remeš, lékař, gynekolog, psychoterapeut a religionista
- 14. dubna – Slávek Janda, kytarista, skladatel, zpěvák
- 15. dubna
  - Josef Kšica mladší, varhaník, cembalista a sbormistr
  - Jiří Oliva, vysokoškolský pedagog, lesník a politik
- 16. dubna
  - František Krahulec, botanik
  - Jitka Smutná, herečka a moderátorka
- 17. dubna – Vladimíra Sedláková, malířka a grafička
- 18. dubna
  - Josef Vondruška, básník, prozaik a hudebník († 28. prosince 2014)
  - Robert Kopecký, politik, poslanec a starosta († 25. března 2010)
- 25. dubna – Milena Duchková, reprezentantka ve skocích do vody, olympijská vítězka
- 29. dubna – Jana Matějcová, produkční, moderátorka a herečka
- 30. dubna – Viktor Šlajchrt, novinář, spisovatel a básník
- 4. května – Jan Korbička, hudebník a regionální politik
- 5. května – Josef Krososka, sochař a restaurátor
- 6. května – Andrea Čunderlíková, herečka
- 7. května – Jana Matysová, zpěvačka
- 9. května – Zdeněk Nehoda, fotbalový útočník
- 11. května
  - Zuzana Bubílková, herečka, novinářka, publicistka a moderátorka
  - Lenka Chytilová, básnířka, redaktorka
  - Miroslav Šmíd, horolezec († 11. září 1993)
- 13. května – Jiří Běhounek, lékař a politik
- 14. května – Ivo Pospíšil, literární vědec, pedagog a překladatel
- 15. května – František Kotva, kytarista († 18. března 2007)
- 16. května – Oskar Petr, hudební skladatel, textař a zpěvák
- 17. května – Michal Vostřez, režisér, filmový scenárista, herec a producent
- 22. května – Aleš Brožek, knihovník a vexilolog
- 23. května – Jaromír Pelc, básník
- 25. května – Vladimír Hučín, disident
- 3. června – Jaroslav Jáchym Šimek, opat Želivského kláštera
- 4. června – Hana Lišková, sportovní gymnastka, stříbrná medaile z LOH 1968
- 7. června
  - Václav Hudeček, houslový virtuos
  - Jiří Kotas, politik, podnikatel († 5. dubna 2020)
- 8. června – Stanislav Devátý, advokát, disident, signatář Charty 77 a politik
- 9. června – Zdeněk Žák, herec
- 14. června – Antonín Koníček, kapelník a skladatel
- 20. června – Alois Hadamczik, hokejový trenér
- 25. června
  - Jarmila Křížová, spisovatelka humoristických vzpomínkových knih
  - Vladimír Mařík, vedoucí katedry kybernetiky ČVUT FEL
- 26. června – Petr Svoboda, herec, moderátor
- 28. června
  - Petr Lutka, folkový písničkář
  - Vladimír Vopálka, právník a vysokoškolský pedagog († 20. dubna 2014)
- 30. června – Aleš Pejchal, soudce u Evropského soudu pro lidská práva
- 7. července – Jiří Stárek, skladatel a hráč na bicí nástroj († 24. listopadu 1994)
- 8. července – Josef Tejkl, divadelní režisér, herec, dramatik, scénograf († 4. dubna 2009)
- 22. července – Jindřich Vodička, ministr práce a sociálních věcí ČR
- 23. července – Michal Horáček, spisovatel, esejista, novinář, textař, básník
- 24. července – Milan Lipner, socioterapeut, psychoterapeut († 15. ledna 2012)
- 25. července – Františka Vrbenská, spisovatelka žánru sci-fi a fantasy
- 27. července – Břetislav Vachala, diplomat, egyptolog a arabista
- 30. července – Jiří Kohoutek, archeolog a historik († 5. listopadu 2007)
- 1. srpna – Jan Neubert, fotograf, nakladatel a umělec
- 4. srpna – Jaromír Dušek, odborář
- 18. srpna – Michaela Židlická, soudkyně Ústavního soudu
- 20. srpna – Hana Gregorová, československá herečka
- 21. srpna – Jiří Paroubek, předseda vlády České republiky
- 24. srpna – Karel Nešpor, psychiatr
- 30. srpna – Martin Kašík, fyzik
- 1. září – Jakub Polák, anarchista a protirasistický aktivista († 25. září 2012)
- 3. září – Alexander Hemala, televizní moderátor a hlasatel
- 6. září – Jan Kašpar, herec († 11. června 2013)
- 7. září – Milan Orlowski, stolní tenista
- 9. září – Mikoláš Chadima, zpěvák, saxofonista a multiinstrumentalista
- 12. září – Jan Hartl, herec
- 14. září
  - Jindřich Parma, hudební skladatel
  - Jindřich Svoboda, fotbalista
- 17. září – Jarmila Bednaříková, historička
- 19. září – Vasil Mohorita, politik Komunistické strany Československa
- 21. září – Jiří Gruntorád, dělník, knihovník a vydavatel samizdatové literatury
- 24. září – Ivan David, psychiatr a politik
- 29. září
  - Jaroslav Ortman, advokát a politik
  - Milan Špaček, politik a lékař
- 1. října
  - Josef Pavel, hejtman Karlovarského kraje
  - Ivan Sekyra, rockový kytarista, zpěvák, skladatel, režisér a scenárista
- 2. října
  - Jaroslav Palas, politik, ministr, hejtman
  - Jan Švejnar, česko-americký ekonom
- 8. října – Miroslav Sabev, malíř a grafik († 15. února 2011)
- 14. října – Eduard Gombár, vysokoškolský pedagog, arabista a historik († 5. ledna 2025)
- 18. října – Jiří Bílý, právník a politik
- 20. října – Josef Váňa, dostihový jezdec
- 21. října
  - Miroslav Huptych, básník, výtvarník a arteterapeut
  - Oldřich Navrátil, herec
- 1. listopadu – Miroslava Kolářová, herečka
- 2. listopadu – Jan Čulík, bohemista a publicista
- 3. listopadu – Martin Pawera, akademický malíř
- 9. listopadu – Roman Kameš, akademický malíř
- 11. listopadu – Čestmír Kopecký, filmový a televizní producent a dramaturg
- 17. listopadu – Miroslava Němcová, předsedkyně Poslanecké sněmovny Parlamentu České republiky
- 19. listopadu – Petra Janů, zpěvačka populární hudby a herečka
- 20. listopadu – Vlastimil Zwiefelhofer, sportovec, vytrvalostní běžec
- 22. listopadu – Leoš Šedo, spisovatel
- 25. listopadu – Tomáš Mlynkec, dramatik a spisovatel
- 27. listopadu
  - Aleš Rozehnal, výtvarník, galerista a politik
  - Ludmila Brynychová, členka Nejvyššího kontrolního úřadu († 8. srpna 2009)
- 29. listopadu – Pavel Vandas, architekt
- 30. listopadu – Zdeněk Kratochvíl, filosof
- 2. prosince – Jana Hrdá, zakladatelka osobní asistence pro osoby se zdravotním postižením († 5. srpna 2014)
- 3. prosince
  - Josef Pleskot, architekt
  - Rostislav Vyzula, lékař, přednosta Kliniky komplexní onkologické péče a politik
- 5. prosince – Jitka Kupčová, místopředsedkyně Poslanecké sněmovny
- 6. prosince – Zdeňka Horníková, viceprezidentka Nejvyššího kontrolního úřadu
- 8. prosince – Jarmila Krynická, malířka
- 9. prosince – Jan Šinágl, antikomunistický aktivista a publicista
- 10. prosince – Jitka Štenclová, malířka a textilní výtvarnice
- 14. prosince – Josef Novotný, hejtman Karlovarského kraje
- 15. prosince – František Schildberger, básník, publicista
- 20. prosince – Marie Formáčková, publicistka a spisovatelka
- 22. prosince – Jaroslav Čechura, historik
- 29. prosince
  - Stanislav Rovný, režisér a umělecký kovář
  - Jiří Vlach, místopředseda Poslanecké sněmovny
  - Svatomír Recman, komunistický politik
- neznámé datum – Jiří Kábrt, spisovatel

### Svět

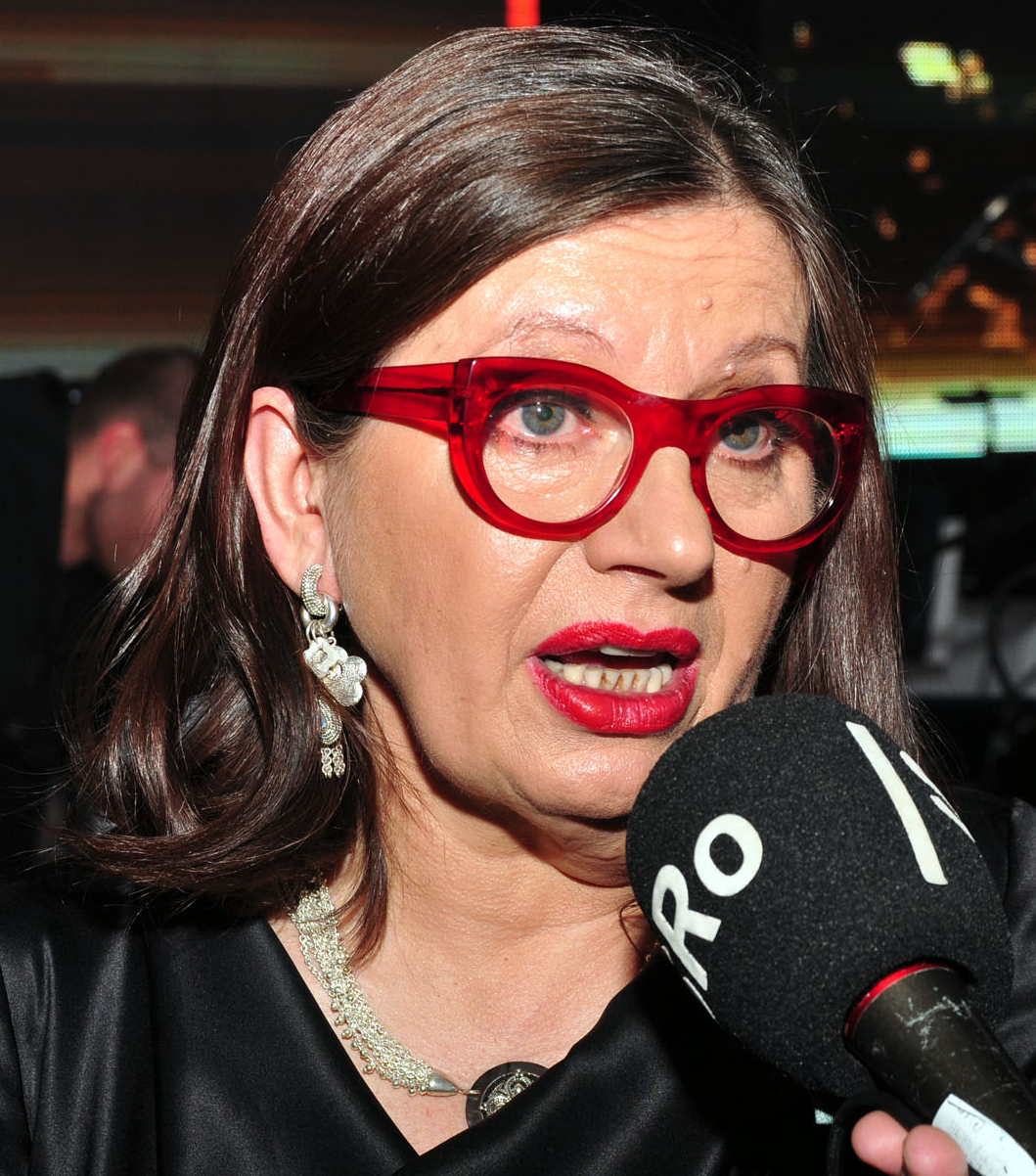
Zuzana Kronerová (* 17. dubna)

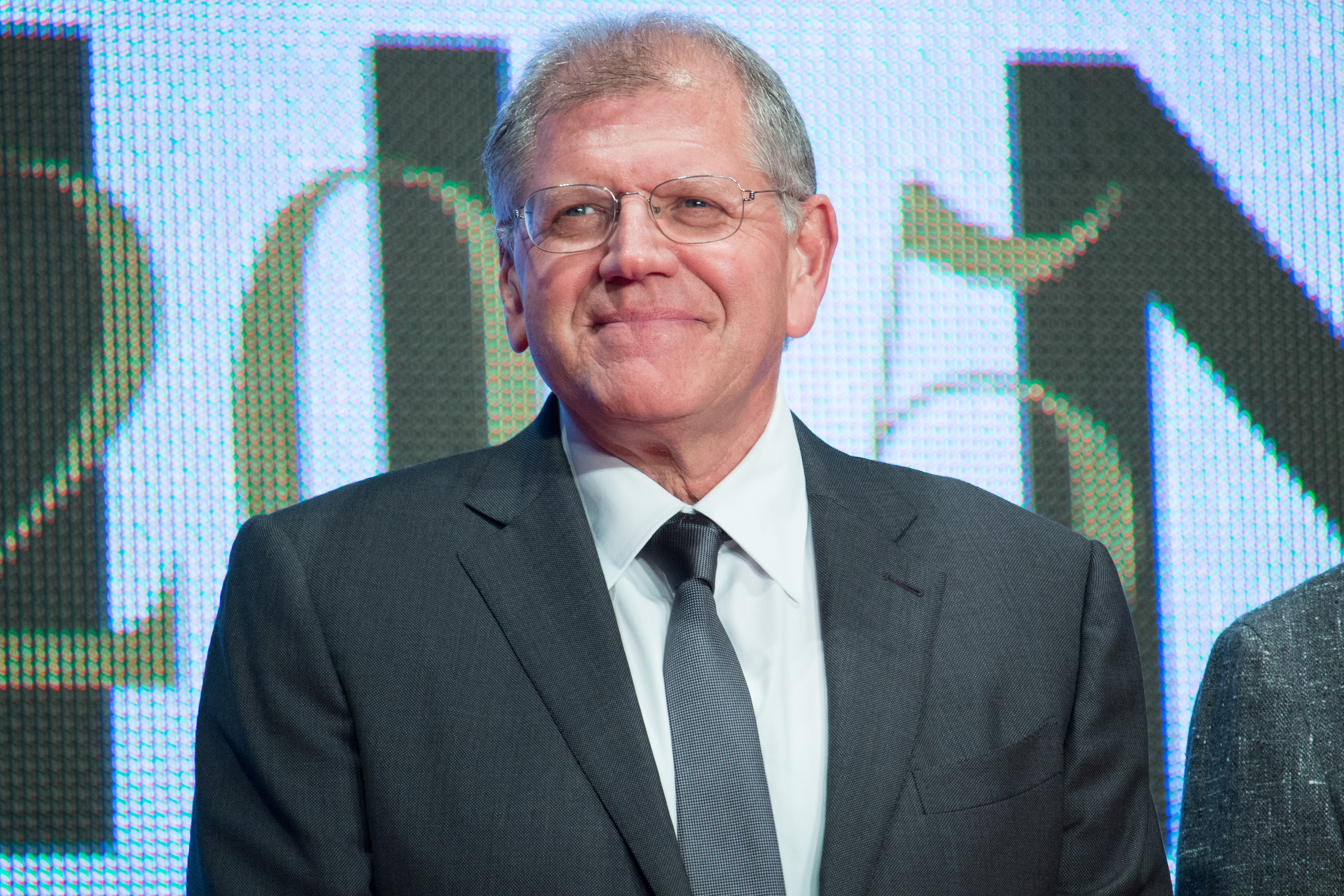
Robert Zemeckis (* 14. května)

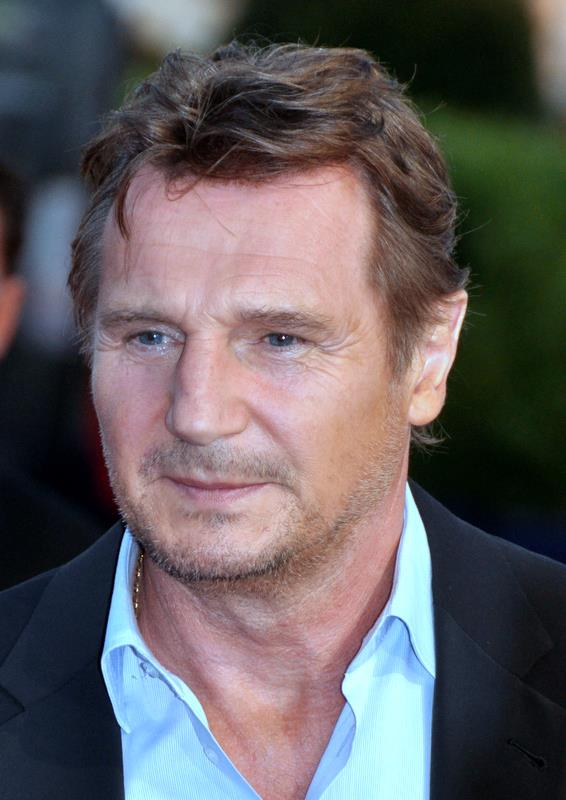
Liam Neeson (* 7. června)

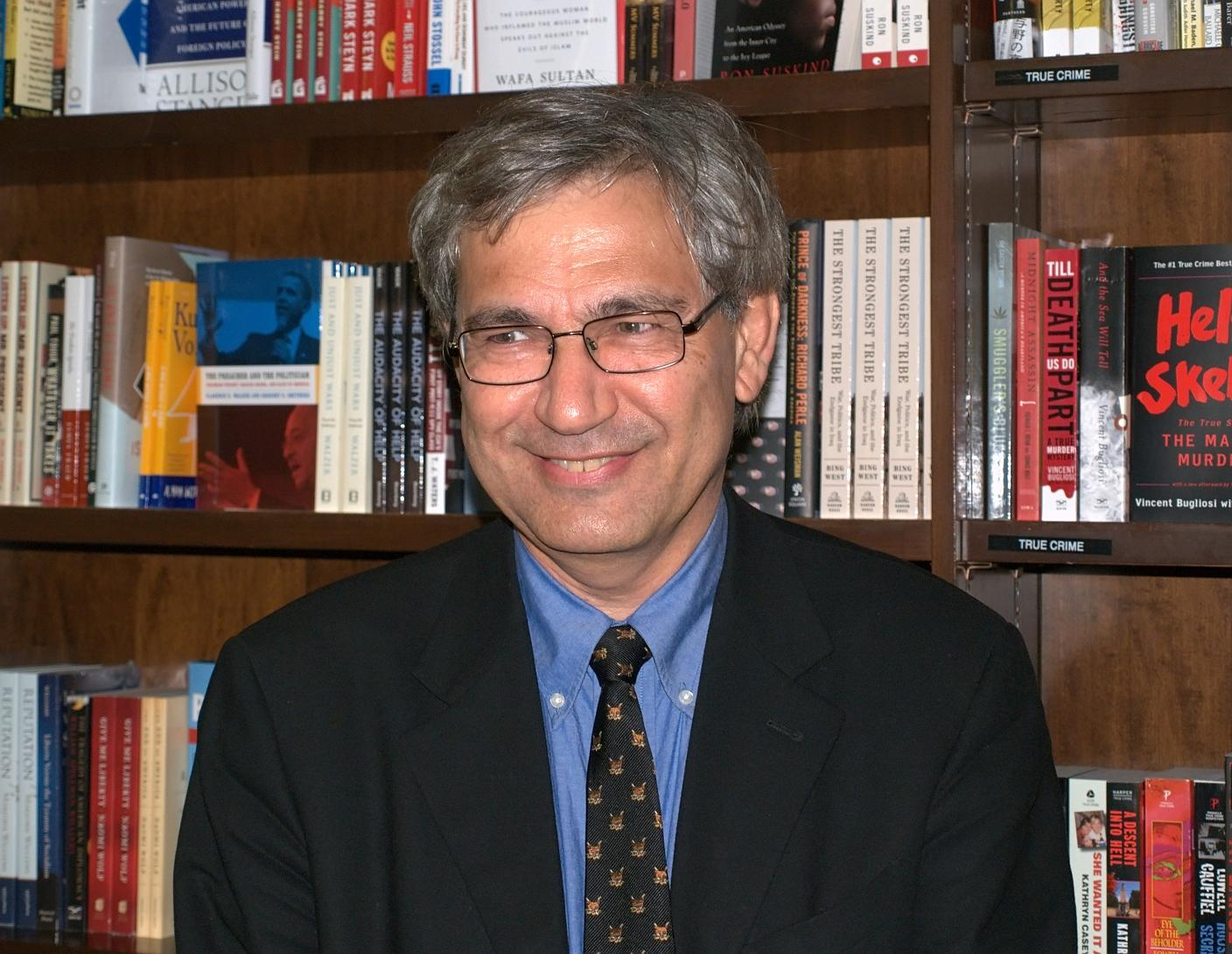
Orhan Pamuk (* 7. června)

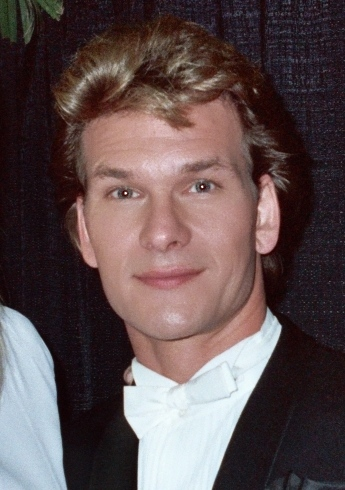
Patrick Swayze (* 18. srpna)

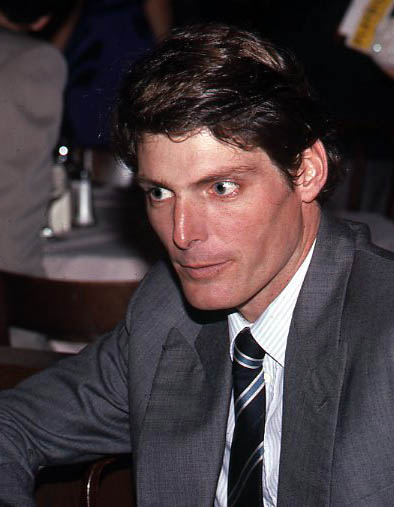
Christopher Reeve (* 25. září)

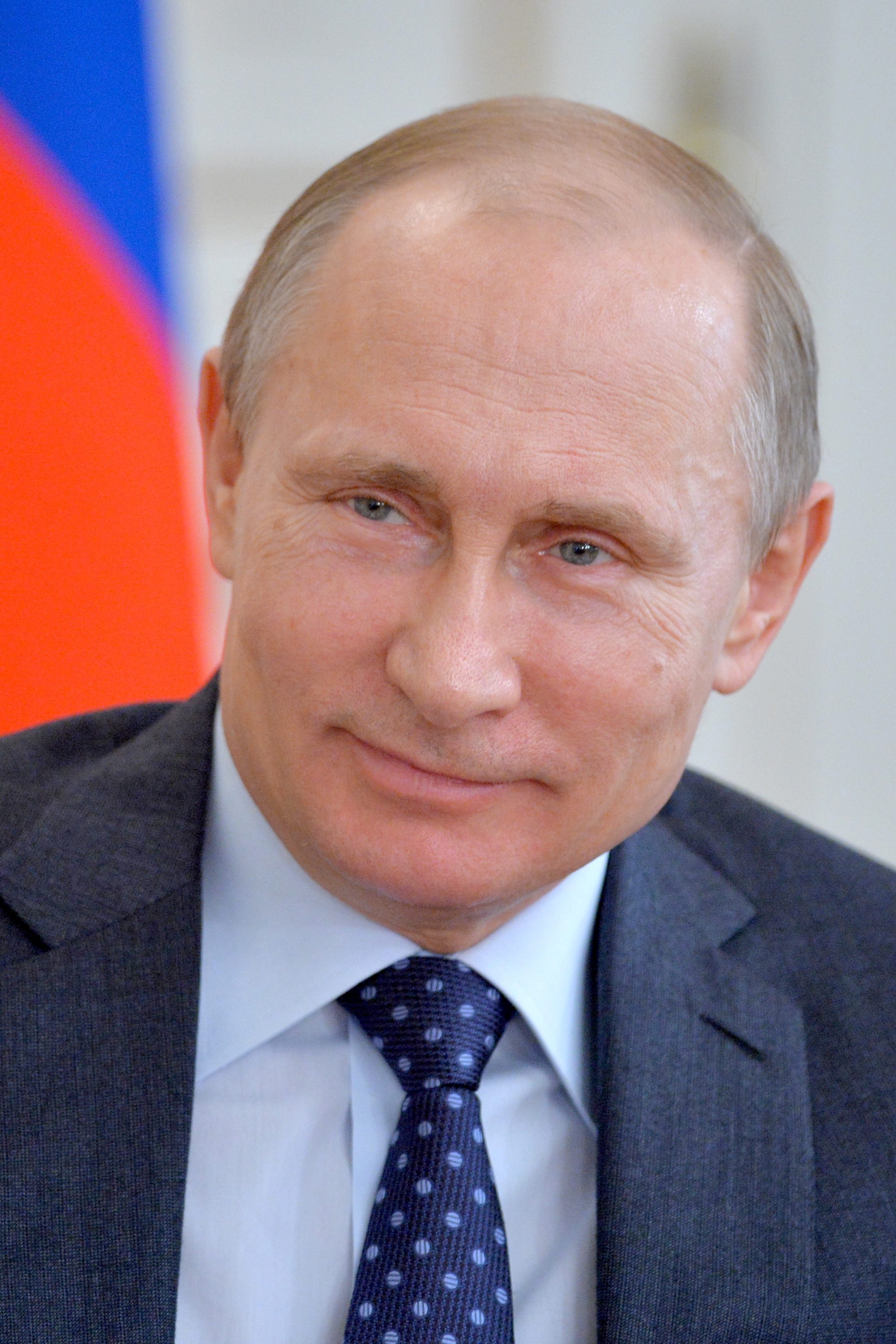
Vladimir Putin (* 7. října)

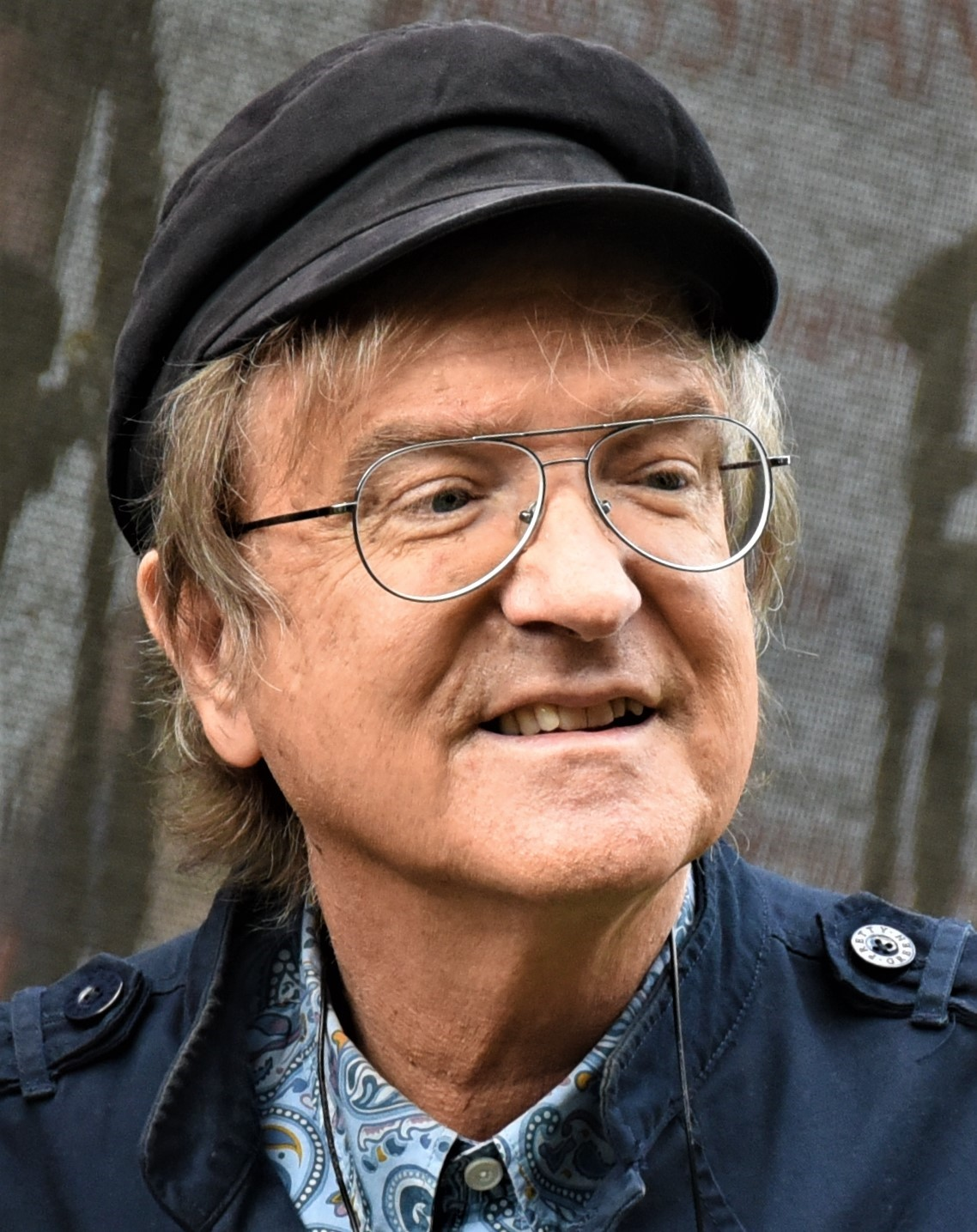
Miroslav Žbirka (* 21. října)

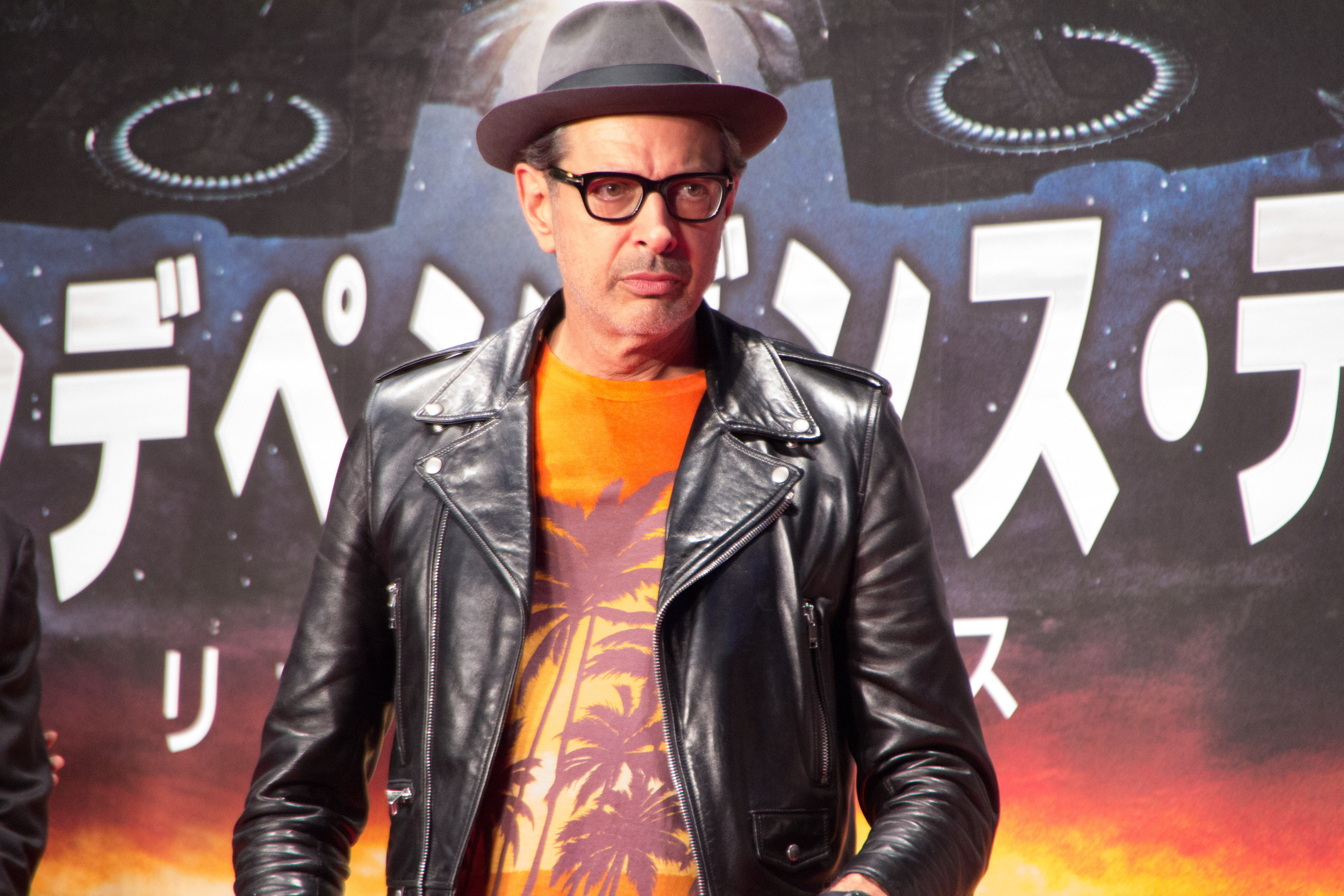
Jeff Goldblum (* 22. října)

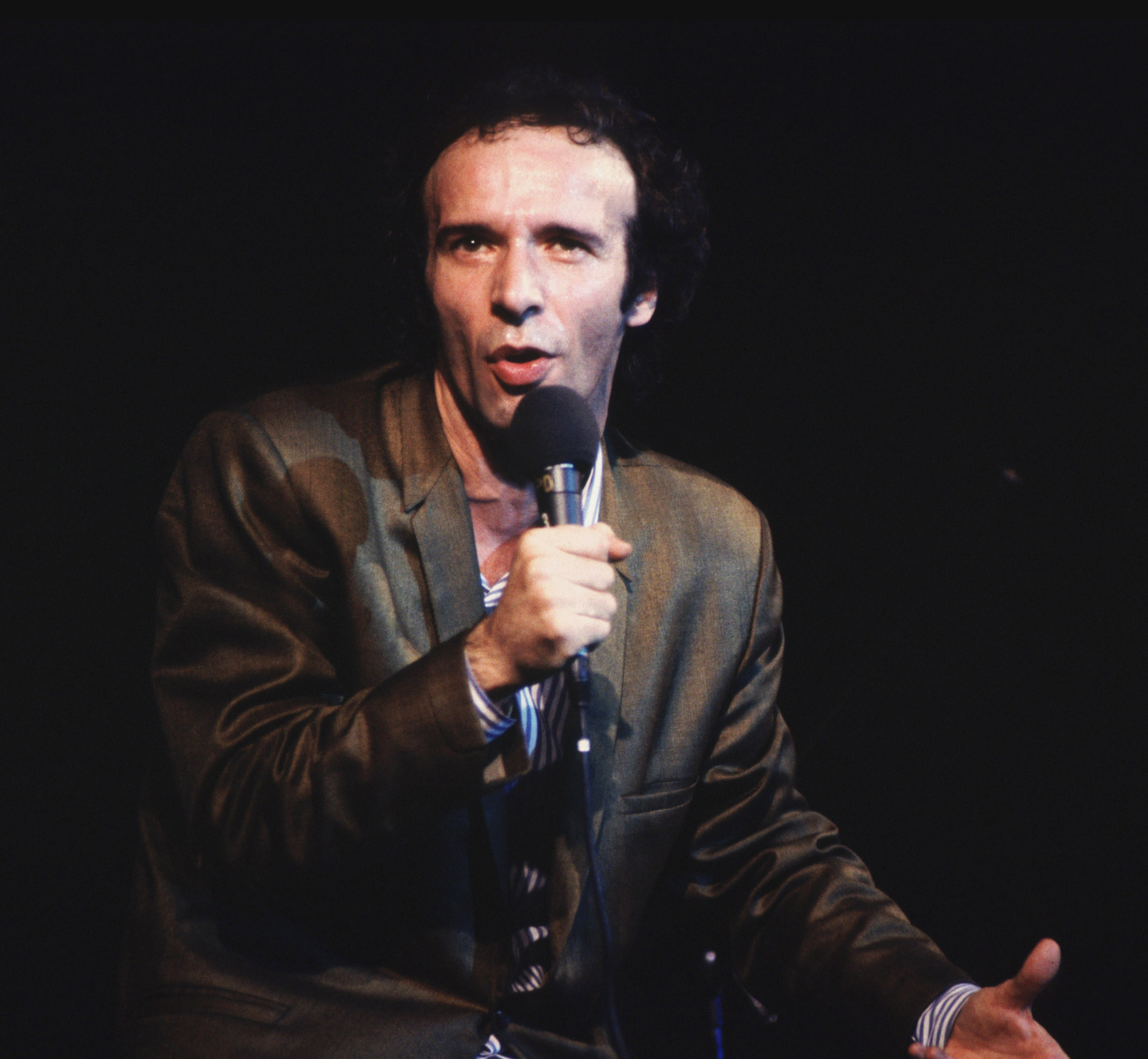
Roberto Benigni (* 27. října)

- 2. ledna – Indulis Emsis, lotyšský premiér
- 3. ledna – Andrzej Babaryko, polský básník a novinář († 6. září 2006)
- 7. ledna
  - Franz Josef Czernin, rakouský spisovatel
  - Sammo Hung, hongkongský herec, scenárista a režisér
- 9. ledna
  - Marek Belka, polský premiér
  - Aalaeddin Melmasi, íránský fotograf, překladatel a básník († 25. června 2011)
- 10. ledna – Scott Thurston, americký kytarista, klávesista a skladatel
- 11. ledna – Lee Ritenour, jazzový kytarista a skladatel
- 12. ledna – John Walker, novozélandský olympijský vítěz v běhu na 1 500 m
- 14. ledna – Călin Popescu-Tăriceanu, rumunský premiér
- 16. ledna
  - Fuad II., poslední egyptský a súdánský král
  - Andrej Borisovič Zubov, ruský historik, religionista a politolog
- 17. ledna – Rjúiči Sakamoto, japonský hudební skladatel a klavírista († 28. března 2023)
- 18. ledna
  - Idriss Déby, čadský voják a politik, prezident († 20. dubna 2021)
  - Michael Behe, americký biochemik
- 20. ledna
  - Petru Cimpoeșu, rumunský postmodernistický spisovatel
  - Paul Stanley, americký kytarista, zpěvák
- 26. ledna – Billy Greer, americký kytarista a baskytarista
- 27. ledna – G. E. Smith, americký kytarista
- 28. ledna – Richard Glatzer, americký herec († 10. března 2015)
- 1. února
  - Jenő Jandó, maďarský klavírista († 4. července 2023)
  - Roger Tsien, americký chemik, nositel Nobelovy ceny
  - Steven Zaloga, americký vojenský historik
- 2. února
  - Pak Kun-hje, prezidentka Korejské republiky
  - Carol Ann Susiová, americká herečka († 11. listopadu 2014)
- 4. února
  - Lisa Eichhorn, americká herečka, spisovatelka
  - Jerry Shirley, anglický rockový bubeník
- 5. února – Daniel Balavoine, francouzský zpěvák a hudebník
- 6. února – Tim Blake, britský klávesista
- 6. února – Steven Callahan, americký námořník, konstruktér člunů a expert na přežití na moři
- 7. února – Vasco Rossi, italský zpěvák, skladatel a producent
- 8. února – Rebecca Wellsová, americká spisovatelka a herečka
- 9. února – Carole King, americká písničkářka
- 10. února
  - Ján Budaj, slovenský politik
  - Cvika Greengold, izraelský národní hrdina
  - Lee Hsien Loong, premiér Singapuru
- 14. února – Christopher Monckton, britský konzervativní politik
- 15. února – Tomislav Nikolić, srbský prezident
- 17. února – Peter Freund, německý spisovatel, scenárista
- 19. února
  - Freddy Maertens, belgický cyklista
  - Rjú Murakami, japonský spisovatel, filmový scenárista a režisér
  - Danilo Türk, slovinský prezident
- 21. února – Jean-Jacques Burnel, anglický rockový baskytarista a zpěvák
- 22. února
  - James Bagian, americký lékař a astronaut arménského původu
  - Cyrinda Foxe, americká herečka a modelka († 7. září 2002)
- 23. února – Brad Whitford, americký rockový kytarista
- 24. února – Bryan Talbot, britský autor komiksů
- 28. února
  - Sándor Bauer, maďarský učeň, který se upálil na protest proti sovětské okupaci († 23. ledna 1969)
  - Arthur Barrow, americký hudebník-multiinstrumentalista
- 29. února
  - Raúl González Rodríguez, mexický olympijský vítěz na 50 km chůze
  - Tim Powers, americký spisovatel sci-fi a fantasy
  - Raisa Smetaninová, ruská běžkyně na lyžích, olympijská medailistka
  - Oswaldo Payá Sardiñas, kubánský disident († 22. července 2012)
- 2. března – Ingrid Sischy, jihoafrická spisovatelka a novinářka († 24. července 2015)
- 4. března – Terje Andersen, bývalý norský rychlobruslař
- 7. března
  - Dominique Mamberti, francouzský arcibiskup a kardinál
  - Tode Ilievski, makedonský básník, spisovatel a problémista (†  29. ledna 2022)
- 9. března – Bill Beaumont, anglický ragbista
- 10. března
  - Morgan Tsvangirai, premiér Zimbabwe
  - Mikael Ericsson, violoncellista švédského původu
- 11. března
  - Ricardo Martinelli, panamský prezident
  - Douglas Adams, anglický spisovatel, dramatik († 11. května 2001)
- 12. března – Daahir Riyaale Kaahin, prezident samozvané republiky Somaliland
- 15. března – Willy Puchner, rakouský fotograf, umělec, grafik a výtvarník
- 16. března – Irwin Keyes, americký komik, herec, a zpěvák († 8. července 2015)
- 18. března – Jurij Vynnyčuk, ukrajinský publicista, spisovatel a překladatel
- 19. března – Wolfgang Ambros, rakouský skladatel a poprockový zpěvák
- 21. března – Andy Parker, anglický hard rockový bubeník a skladatel
- 22. března – Jay Dee Daugherty, americký bubeník a skladatel
- 26. března – Didier Pironi, francouzský automobilový závodník († 23. srpna 1987)
- 27. března – Maria Schneiderová, francouzská herečka († 3. února 2011)
- 28. března – Leonid Tibilov, prezident Republiky Jižní Osetie
- 29. března – Rainer Bonhof, německý fotbalista
- 30. března – Karol Ondriaš, slovenský přírodovědec a komunistický politik
- 1. dubna
  - Angelika Bahmannová, východoněmecká vodní slalomářka, olympijská vítězka
  - László Tőkés, rumunský politik maďarského etnika a kněz
  - Annette O'Toole, americká herečka a tanečnice
  - Abdelbaset al-Midžráhí, libyjský terorista
- 2. dubna – Leon Wilkeson, americký baskytarista skupiny Lynyrd Skynyrd († 27. července 2001)
- 4. dubna
  - Rosemarie Ackermannová, východoněmecká olympijská vítězka ve skoku do výšky
  - Gary Moore, irský blues-rockový kytarista († 6. února 2011)
- 6. dubna – Udo Dirkschneider, německý heavymetalový zpěvák
- 10. dubna – Grigorij Javlinskij, ruský liberální ekonom a politik
- 14. dubna – Kenny Aaronson, americký baskytarista
- 17. dubna
  - Zuzana Kronerová, slovenská herečka
  - Željko Ražnatović, srbský politik, agent jugoslávské tajné služby UDBA († 15. ledna 2000)
- 19. dubna
  - László F. Földényi, maďarský estetik, umělecký kritik
  - Robert Zubrin, americký vizionář, aerokosmický inženýr, spisovatel
- 21. dubna – Soslan Andijev, sovětský zápasník, olympijský vítěz
- 22. dubna – Magdi Allam, italský novinář, spisovatel a komentátor
- 23. dubna – Jean-Dominique Bauby, francouzský novinář a spisovatel († 9. března 1997)
- 24. dubna – Jean-Paul Gaultier, francouzský módní návrhář
- 25. dubna
  - Hajdar Abádí, irácký premiér
  - Vladislav Treťjak, sovětský hokejista
- 27. dubna
  - Juraj Ďurdiak, slovenský herec
  - Ari Vatanen, finský závodník v rallye a politik
- 28. dubna
  - Gerald Barry, irský skladatel
  - Karl Logan, americký kytarista
- 2. května – Christine Baranski, americká herečka
- 3. května – Allan Wells, britský sprinter a olympijský vítěz v běhu na 100 metrů
- 4. května – Kevin Scarce, guvernér Jižní Austrálie
- 5. května
  - Stelios Myjakis, řecký zápasník, olympijský vítěz
  - Alex Webb, americký novinářský fotograf
- 6. května
  - Christian Clavier, francouzský herec
  - Čiaki Mukaiová, japonská lékařka a astronautka
  - Jurgis Kairys, ruský akrobatický pilot
  - Michael O'Hare, americký herec († 28. září 2012)
- 10. května – Kikki Danielsson, švédská zpěvačka
- 11. května
  - Shohreh Aghdashloo, americká herečka
  - Renaud Séchan, francouzský zpěvák-skladatel
- 14. května
  - David Byrne, skotský hudebník, multiinstrumentalista a herec
  - Robert Zemeckis, americký filmový režisér, producent a scenárista
- 15. května – Chazz Palminteri, americký herec a spisovatel
- 17. května – Moya Brennan, irská zpěvačka, skladatelka a klávesistka
- 18. května
  - Diane Duane, americká spisovatelka
  - Sandó Kaisen, opat francouzského zenového kláštera Hóšódži
- 20. května – Walter Isaacson, americký novinář a spisovatel
- 21. května – Mr. T, americký herec
- 23. května
  - Martin Parr, britský dokumentární fotograf
  - Kim Stanley Robinson, americký spisovatel sci-fi
- 25. května – Petar Stojanov, bulharský prezident
- 28. května – Mahmúd Džibríl, libyjský politik († 5. dubna 2020)
- 30. května – Zoltán Kocsis, maďarský klavírista, skladatel a dirigent
- 31. května – Karl Bartos, německý hudebník a hudební skladatel
- 1. června – Márius Žitňanský, slovenský architekt
- 3. června – Billy Powell, americký hudebník († 28. ledna 2009)
- 4. června – Bronisław Komorowski, polský prezident
- 5. června – Nicko McBrain, britský bubeník a skladatel
- 6. června – Harvey Fierstein, americký herec a dramatik
- 7. června
  - Liam Neeson, americký herec a vypravěč
  - Orhan Pamuk, turecký spisovatel, nositel Nobelovy ceny
- 11. června
  - Anote Tong, prezident Kiribati
  - Donnie Van Zant, americký rockový zpěvák a kytarista
- 12. června – Siegfried Brietzke, východoněmecký veslař, olympijský vítěz
- 16. června
  - Tibor Huszár, slovenský fotograf († 11. září 2013)
  - Jorgos Papandreu, předseda vlády Řecka († 17. srpna 1992)
- 18. června – Isabella Rosselliniová, italská a americká herečka a modelka
- 19. června – Angie Sageová, autorka obrázkových knih pro malé děti
- 20. června
  - John Goodman, americký filmový herec, režisér a moderátor
  - Gary Lucas, americký kytarista, zpěvák, hudební producent a skladatel
- 21. června – Gregory David Roberts, australský spisovatel
- 25. června
  - Péter Erdő, maďarský kardinál
  - Martin Gerschwitz, německý houslista, klávesista a skladatel
  - Al Parker, americký herec
  - Radka Toneff, norská zpěvačka, klavíristka a skladatelka († 21. října 1982)
- 27. června – Bogusław Linda, polský herec a režisér
- 28. června – Pietro Mennea, italský sprinter, olympijský vítěz († 21. března 2013)
- 1. července
  - Dan Aykroyd, kanadsko-americký herec, komik, scenárista a hudebník
  - Steve Shutt, kanadský hokejový útočník
  - Yayi Boni, prezident Beninu
- 2. července
  - Linda Godwinová, americká vědkyně, učitelka a kosmonautka
  - Gene Taylor, americký rockový, bluesový a boogie-woogie pianista († 20. února 2021)
- 3. července – Andy Fraser, britský hudebník († 16. března 2015)
- 4. července – Álvaro Uribe, prezident Kolumbie
- 6. července
  - Hilary Mantelová, britská spisovatelka († 23. září 2022)
  - Adi Šamir, izraelský informatik
- 8. července – Ulrich Wehling, německý sdruženář, držitel tří zlatých olympijských medailí
- 12. července
  - Eric Adams, zpěvák americké heavy metalové kapely Manowar
  - Irina Bokovová, bulharská politička, generální ředitelka UNESCO
  - Liz Mitchell, jamajská zpěvačka
  - Philip Taylor Kramer, basový kytarista skupiny Iron Butterfly († 12. února 1995)
- 14. července
  - George Lewis, americký pozounista a hudební skladatel
  - Jeff Lindsay, americký dramatik a spisovatel detektivních románů
- 15. července
  - Terry O'Quinn, americký herec
  - Johnny Thunders, americký kytarista, zpěvák a skladatel († 23. dubna 1991)
- 16. července – Stewart Copeland, americký bubeník
- 17. července – David Hasselhoff, americký herec, zpěvák, režisér, producent, scenárista
- 18. července
  - Fero Rajec, slovenský spisovatel
  - Takako Širaiová, japonská volejbalistka
- 19. července – Allen Collins, americký kytarista († 23. ledna 1990)
- 24. července
  - Ido Netanjahu, izraelský radiolog, spisovatel a dramatik
  - Gus Van Sant, americký filmový režisér, fotograf a hudebník
- 25. července – Eduardo Souto de Moura, portugalský architekt
- 27. července – Roxanne Hart, americká herečka
- 31. července – Michael Breen, britský spisovatel a novinář
- 1. srpna – Zoran Đinđić, srbský premiér, starosta Bělehradu († 12. března 2003)
- 2. srpna – Alain Giresse, francouzský fotbalista a trenér
- 3. srpna
  - Thomas Munkelt, německý atlet, sprinter, olympijský vítěz
  - Robert Stadlober, rakouský herec a hudebník
- 4. srpna – Daniel Bautista, mexický chodec, olympijský vítěz v chůzi na 20 kilometrů
- 6. srpna
  - Wojciech Fortuna, polský skokan na lyžích, olympijský vítěz
  - Vinnie Vincent, americký kytarista a skladatel
  - Peter Rašev, slovenský herec, režisér a divadelní ředitel († 12. června 2008)
- 7. srpna – Kees Kist, nizozemský fotbalista
- 8. srpna – Jostein Gaarder, norský spisovatel
- 10. srpna – Jerzy Pilch, polský spisovatel, publicista a scenárista († 29. května 2020)
- 11. srpna – Reid Blackburn, americký fotograf († 18. května 1980)
- 12. srpna – Čchen Kchaj-ke, čínský filmový režisér
- 13. srpna – Hughie Thomasson, americký kytarista a zpěvák († 9. září 2007)
- 15. srpna – Chuck Burgi, americký bubeník
- 17. srpna
  - Nelson Piquet, brazilský automobilový závodník
  - Kathryn Thorntonová, americká fyzička a kosmonautka
  - Guillermo Vilas, argentinský tenista
- 18. srpna – Patrick Swayze, americký herec, tanečník († 14. září 2009)
- 19. srpna
  - Jonathan Frakes, americký filmový herec, režisér a moderátor
  - Milton Hatoum, brazilský překladatel, profesor a spisovatel
- 20. srpna
  - John Hiatt, americký rockový kytarista, zpěvák, klávesista a skladatel
  - Doug Fieger, americký hudebník a zpěvák-skladatel († 14. února 2010)
- 21. srpna
  - Glenn Hughes, britský baskytarista a zpěvák
  - Joe Strummer, britský kytarista a zpěvák
- 23. srpna – Klaus-Dietrich Flade, německý zkušební pilot a bývalý kosmonaut
- 24. srpna – Wolfgang Mager, německý veslař, dvojnásobný olympijský vítěz
- 25. srpna – Geoff Downes, britský rockový klávesista, skladatel
- 26. srpna
  - Mark Craney, bubeník skupiny Jethro Tull († 26. listopadu 2005)
  - Michael Jeter, americký herec († 30. března 2003)
- 27. srpna
  - Paul Reubens, americký herec, scenárista († 30. července 2023)
  - Laurie Wisefield, anglický kytarista
- 29. srpna – Michael Wessing, západoněmecký oštěpař († 7. května 2019)
- 31. srpna – Kim Kashkashian, americká violistka arménského původu
- 1. září – Athol Earl, novozélandský veslař, olympijský vítěz
- 2. září
  - Jimmy Connors, americký tenista
  - Igor Koller, slovenský horolezec, předseda SHS James
- 9. září – David A. Stewart, britský zpěvák, kytarista, multiinstrumentalista
- 12. září
  - Neil Peart, kanadský bubeník a skladatel († 7. ledna 2020)
  - Zelimchan Jandarbijev, čečenský spisovatel a politik († 13. února 2004)
- 13. září
  - Johanna Schallerová, německá sprinterka, olympijská vítězka
  - Don Was, americký hudební producent, baskytarista a zpěvák
- 16. září
  - Mickey Rourke, americký herec, scenárista a bývalý profesionální boxer
  - Lisa Tuttle, americká spisovatelka
- 17. září – James Young, anglický hudebník
- 18. září – Dee Dee Ramone, americký baskytarista a skladatel († 5. června 2002)
- 19. září
  - Rhys Chatham, americký avantgardní skladatel a kytarista
  - Henry Kaiser, americký kytarista a hudební skladatel
  - Nile Rodgers, americký kytarista, zpěvák a skladatel
- 20. září – Manuel Zelaya, prezident Hondurasu
- 25. září – Christopher Reeve, americký herec († 10. října 2004)
- 26. září – Mark Dresser, americký kontrabasista a hudební skladatel
- 28. září – Sylvia Kristel, nizozemská herečka, zpěvačka († 17. října 2012)
- 29. září – Monika Zehrtová, německá olympijská vítězka v běhu na 400m
- 1. října – Earl Slick, americký rockový kytarista
- 5. října
  - Clive Barker, anglický spisovatel
  - Emómalí-ji Rahmón, prezident Republiky Tádžikistán
  - Duncan Regehr, kanadský herec, malíř
  - Imran Chán, pákistánský hráč kriketu a 22. předseda vlády Pákistánu
- 6. října – Vladimir Gusinskij, ruský mediální magnát
- 7. října
  - Vladimir Putin, ruský prezident
  - Ljudmila Turiščevová, ruská gymnastka, olympijská vítězka
- 8. října – Reijo Kela, finský tanečník
- 9. října – Sharon Osbourne, anglická moderátorka
- 13. října – Henry Padovani, korsický hudebník
- 15. října – Pete Bremy, americký baskytarista
- 16. října – Hannes Rossacher, rakouský filmový producent a režisér
- 20. října
  - Edward Fagan, americký právník
  - Dalia Icik, předsedkyně Knesetu
  - Akif Pirinçci, německý spisovatel tureckého původu
- 21. října
  - Miroslav Žbirka, slovenský zpěvák a skladatel
  - Brent Mydland, americký rockový klávesista († 26. července 1990)
- 22. října – Jeff Goldblum, americký herec
- 23. října – Pierre Moerlen, francouzský bubeník a perkusionista († 3. května 2005)
- 24. října – David Weber, americký spisovatel science fiction a fantasy
- 26. října – Lars Peter Hansen, americký ekonom, nositel Nobelovy ceny
- 27. října
  - Roberto Benigni, italský herec a režisér
  - Francis Fukuyama, americký spisovatel, politolog a filosof
  - Brigitte Engerer, francouzská klavíristka († 23. června 2012)
  - Topi Sorsakoski, finský zpěvák († 13. srpna 2011)
- 28. října – Pío García-Escudero Márquez, španělský architekt a politik
- 31. října – Mari Jungstedtová, švédská novinářka a spisovatelka
- 3. listopadu
  - Azar Lawrence, americký jazzový saxofonista
  - Roseanne Barrová, americká herečka a komička
- 4. listopadu
  - Čchen Maj-pching, čínský spisovatel a překladatel
  - Theodoros II., papež Koptské pravoslavné církve
- 5. listopadu
  - Oleg Blochin, ukrajinský fotbalista a politik
  - Vandana Shiva, indická spisovatelka, ekoložka a feministka
- 6. listopadu – Michael Cunningham, americký romanopisec
- 7. listopadu – David Petraeus, ředitel Ústřední zpravodajské služby (CIA)
- 8. listopadu – Alfre Woodardová, americká herečka
- 9. listopadu – Jack W. Szostak, americký biolog, nositel Nobelovy ceny
- 10. listopadu – Antoine Pano, libanonský politik
- 11. listopadu – Kama Sywor Kamanda, konžský spisovatel egyptského původu
- 12. listopadu
  - Max Grodénchik, americký herec
  - Ján Kubiš, ministr zahraničních věcí Slovenské republiky
  - Vjačeslav Zajcev, sovětský volejbalista († 12. června 2023)
- 14. listopadu – Maggie Roswellová, americká herečka a příležitostná zpěvačka
- 16. listopadu – David B. Weishampel, americký paleontolog
- 18. listopadu
  - Delroy Lindo, anglický herec a divadelní režisér
  - Chuck Lorre, americký scenárista, režisér, producent a skladatel
- 23. listopadu – Laco Lučenič, slovenský hudebník, zpěvák, hudební skladatel
- 24. listopadu – Thierry Lhermitte, francouzský divadelní a filmový herec
- 27. listopadu
  - Ivan Hoffman, slovenský písničkář, fotograf a samizdatový vydavatel
  - Daryl Stuermer, americký kytarista
- 29. listopadu
  - John D. Barrow, anglický kosmolog a teoretický fyzik a matematik († 26. září 2020)
  - David Zindell, americký matematik a autor science fiction a fantasy
- 30. listopadu – Mandy Patinkin, americký herec, zpěvák a komik
- 1. prosince – Pegi Young, americká zpěvačka († 1. ledna 2019)
- 4. prosince – Avi Dichter, izraelský politik, ředitel zpravodajské služby Šin Bet
- 5. prosince – Tibor Kočík, slovenský básník, esejista, publicista
- 8. prosince – Ric Sanders, britský houslista
- 9. prosince – Michael Dorn, americký herec
- 14. prosince – John Lurie, americký herec, malíř, saxofonista, režisér
- 16. prosince – Jon Laukvik, norský varhaník
- 17. prosince – Charlotte Schwabová, švýcarská herečka
- 18. prosince
  - Irja Askolaová, finská luterská duchovní, feministická teoložka a básnířka
  - Bettina Rheims, francouzská umělkyně a fotografka
  - Phil Shoenfelt, anglický hudebník, skladatel a spisovatel
- 20. prosince
  - Jenny Agutter, britská herečka
  - Ágnes Gerébová, maďarská psycholožka, gynekoložka a porodní asistentka
- 24. prosince – Kenny Earl, americký bubeník
- 25. prosince – Desireless, francouzská zpěvačka
- 26. prosince – Aleksandr Ankvab, prezident Abcházie
- 27. prosince
  - Tova Feldshuh, americká herečka, zpěvačka a dramatička
  - David Knopfler, britský zpěvák, skladatel, kytarista a klavírista
- 29. prosince – Joe Lovano, americký jazzový saxofonista
- 31. prosince
  - Vaughan Jones, novozélandský matematik
  - Jean-Pierre Rives, francouzský ragbista
- neznámé datum
  - Mustafa Abdul Džalíl, předseda přechodné rady v Libyi
  - Georgij Pinchasov, ruský novinářský fotograf
  - Jorge Leitão Ramos, portugalský filmový kritik a historik
  - Christopher John Sansom, britský spisovatel
  - Doug Seegers, americký zpěvák a kytarista
  - David Stone, kanadský klávesista
  - Sergei Svatčenko, dánský umělec
  - Essam Šaraf, egyptský premiér
  - Paul Hammond, britský rockový bubeník a hudební skladatel († 1992)

## Úmrtí

### Česko

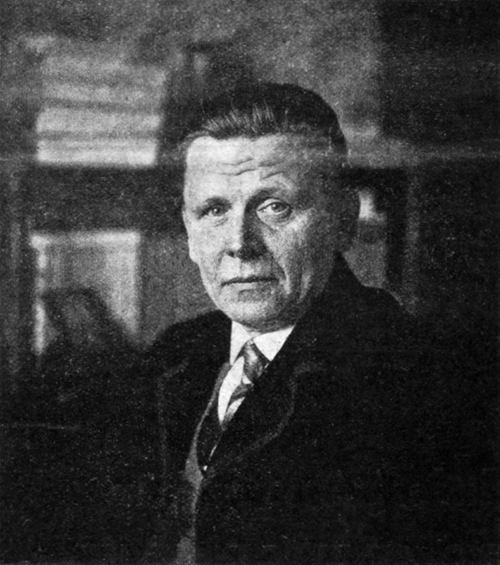
Fráňa Šrámek († 1. července)

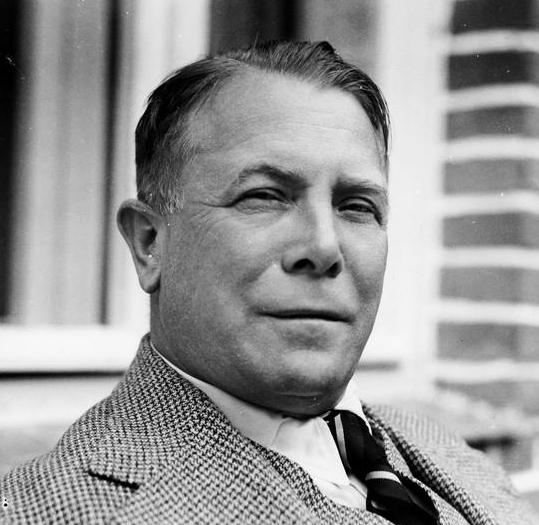
Hugo Vavrečka († 9. srpna)

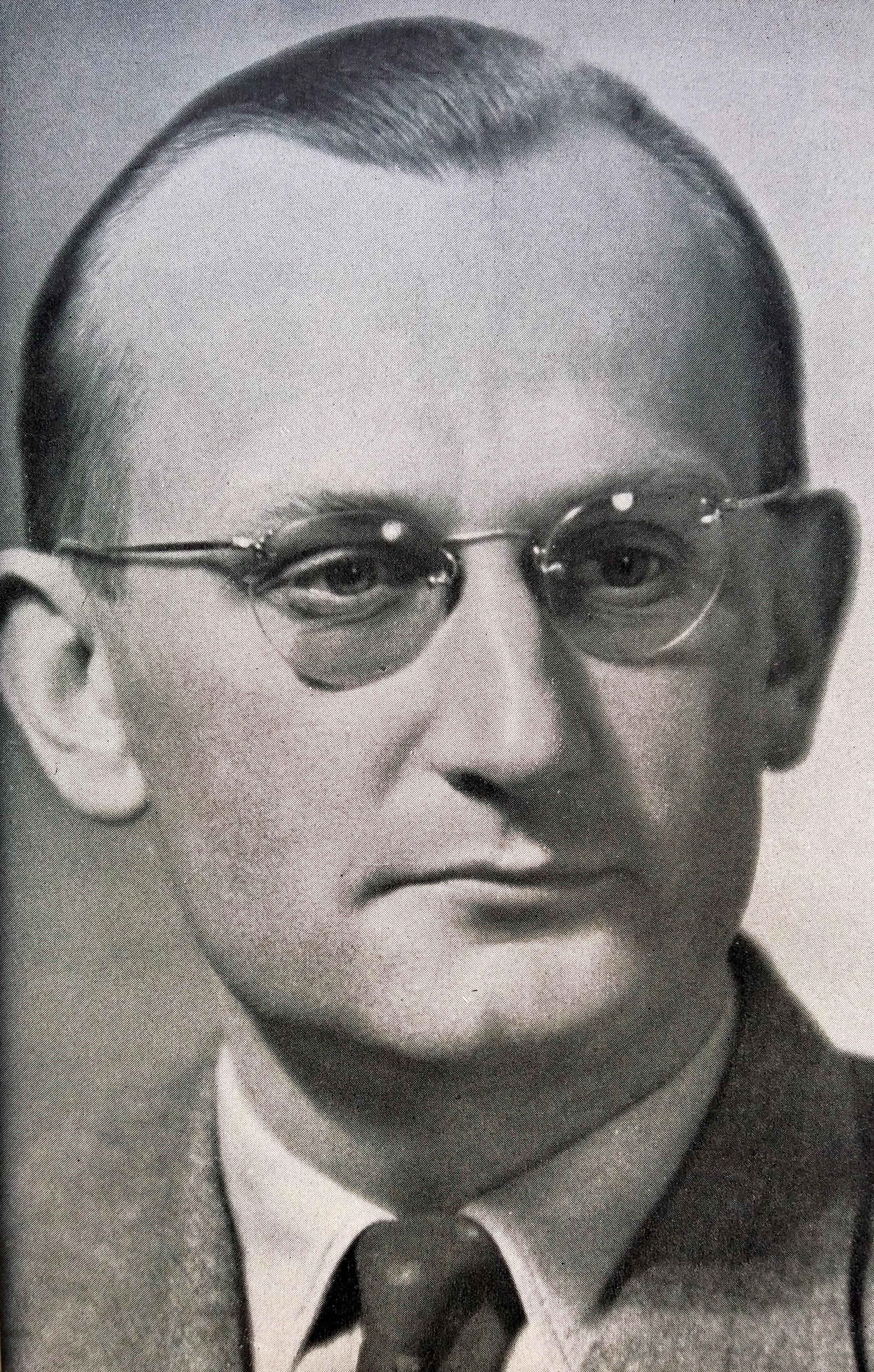
Jiří Frejka († 27. října)

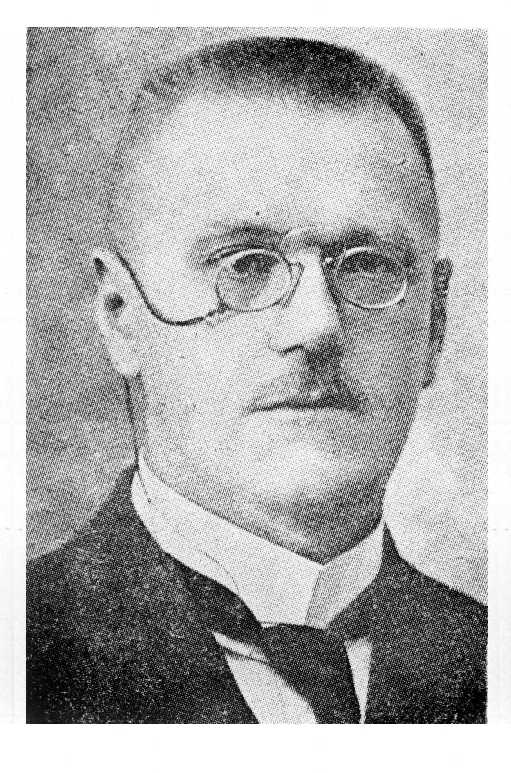
Bedřich Hrozný († 12. prosince)

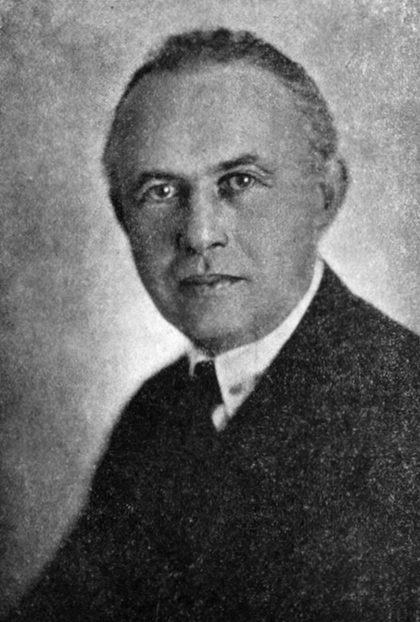
Ivan Olbracht († 20. prosince)

- 4. ledna – František Souček, hudební skladatel (* 20. března 1880)
- 6. ledna – Josef Heger, katolický teolog, překladatel Bible (* 7. května 1885)
- 4. února – Bedřich Plaške, malíř a operní pěvec, barytonista (* 7. ledna 1875)
- 8. února – Metoděj Vlach, konstruktér, letec a cestovatel (* 6. července 1887)
- 13. února – Otakar Krouský, československý politik (* 28. listopadu 1873)
- 16. února – Ivo Váňa Psota, tanečník a choreograf (* 1. května 1908)
- 21. února – Josef Pilnáček, historik a genealog (* 9. února 1883)
- 28. února – Čeněk Chyský, historik (* 21. února 1877)
- 11. března – Jan Foltys, československý mezinárodní šachový mistr (* 13. října 1908)
- 21. března – Václav Turek, československý politik (* 4. prosince 1875)
- 24. března – Josef Václav Bohuslav, soudce Ústavního soudu (* 12. prosince 1863)
- 7. dubna – Emil Hlavica, sochař, malíř, grafik a ilustrátor (* 28. dubna 1887)
- 9. dubna – František Geršl, československý politik (* 1. února 1877)
- 24. dubna – Jaromír John, spisovatel (* 16. dubna 1882)
- 26. dubna – Josef Kepka, oběť komunistického teroru (* 26. února 1902)
- 5. května – Kateřina Thomová, zakladatelka žambereckého muzea (* 4. února 1861)
- 13. května – Alois Velich, fyziolog, patolog a politik (* 10. srpna 1869)
- 17. května – Václav Šidlík, sochař, člen Československých legií v Rusku, generál (* 23. listopadu 1884)
- 20. května – Jan Bula, kněz, oběť komunistického teroru (* 24. června 1920)
- 26. května – Jindřich Ladislav Barvíř, geolog (* 15. července 1863)
- 30. května – Ferdinand Nesrovnal, kněz, oběť komunistického režimu (* 16. srpna 1896)
- 2. června – Bohumil Mathesius, básník a překladatel (* 14. července 1888)
- 9. června – Ferdinand Benda, československý politik (* 30. října 1880)
- 19. června – František Kovárna, výtvarný teoretik, překladatel a spisovatel (* 17. září 1905)
- 20. června – Josef Knejzlík, československý politik (* 24. srpna 1878)
- 22. června – Hugo Iltis, česko-americký biolog (* 11. dubna 1882)
- 23. června – Růžena Sehnalová, československá politička (* 11. července 1875)
- 28. června – Jan Jiří Krejčí, československý politik, poslanec a senátor Národního shromáždění ČSR (* 7. března 1883)
- 1. července – Fráňa Šrámek, spisovatel a dramatik (* 19. leden 1877)
- 15. července – Ferdinand Greinecker, hudební skladatel (* 28. dubna 1893)
- 8. srpna – Tomáš Koupal, katolický kněz, historik (* 20. prosince 1881)
- 9. srpna
  - Hugo Vavrečka, novinář, ekonom a diplomat (* 22. února 1880)
  - Rudolf Fuksa, účastník protikomunistického odboje (* 27. listopadu 1930)
  - Jiří Hejna, účastník protikomunistického odboje (* 27. listopadu 1930)
- 24. srpna – František Hála, československý politik, ministr pošt (* 20. června 1893)
- 11. září – Bedřich Bobek, československý ústavní soudce a politik (* 8. listopadu 1874)
- 23. září – Ernst Eckert, spisovatel, podnikatel a československý politik německé národnosti (* 14. července 1885)
- 3. října – Inocenc Ladislav Červinka, archeolog a sběratel (* 1. února 1869)
- 16. října – Bohumil Boček, generál (* 4. listopadu 1894)
- 26. října
  - František Bohumil Doubek, malíř a ilustrátor (* 20. března 1865)
  - Alois Rameš, jeden z prvních českých závodních cyklistů (* 29. srpna 1867)
- 27. října – Jiří Frejka, režisér a divadelní teoretik (* 6. dubna 1904)
- 12. listopadu – Josef Robotka, účastník protifašistického odboje (* 25. února 1906)
- 13. listopadu
  - Václav Ženíšek, voják, oběť komunistického teroru (* 10. září 1917)
  - Ladislav Svoboda, odbojář, oběť komunistického teroru (* 6. ledna 1893)
- 14. listopadu – Josef Kučera, voják, oběť komunistického teroru (* 15. ledna 1916)
- 2. prosince – Jiří Plachý starší, herec (* 29. července 1899)
- 3. prosince – popraveny osoby odsouzené v Procesu s protistátním spikleneckým centrem Rudolfa Slánského
  - Rudolf Slánský, politik, generální tajemník KSČ (* 31. července 1901)
  - Vladimír Clementis, politik (* 20. září 1902)
  - André Simone, levicový novinář, spisovatel a politik (* 27. května 1895)
  - Otto Fischl, československý politik, diplomat (* 17. srpna 1902)
  - Josef Frank (politik), komunistický politik, oběť čistek (* 25. února 1909)
  - Bedřich Reicin, agent NKVD, politik, oběť vlastních soudruhů (* 29. září 1911)
  - Otto Šling, komunistický politik, oběť politických procesů (* 24. srpna 1912)
  - Rudolf Margolius, oběť procesu se Slánským (* 31. srpna 1913)
  - Ludvík Frejka, československý politik a publicista (* 15. ledna 1904)
- 6. prosince – Václav Vávra, československý politik (* 24. října 1878)
- 10. prosince – František Jiří Mach, hudební pedagog a skladatel (* 5. srpna 1869)
- 12. prosince – Bedřich Hrozný, jazykovědec a orientalista (* 6. května 1879)
- 20. prosince
  - Jiří Pichl, československý politik (* 18. února 1872)
  - Ivan Olbracht, spisovatel (* 6. ledna 1882)
- 23. prosince – Alois Soldát, kněz a profesor kanonického práva (* 12. července 1862)
- 27. prosince – Adolf Černý, profesor slavistiky a básník (* 19. srpna 1864)

### Svět
- 5. ledna

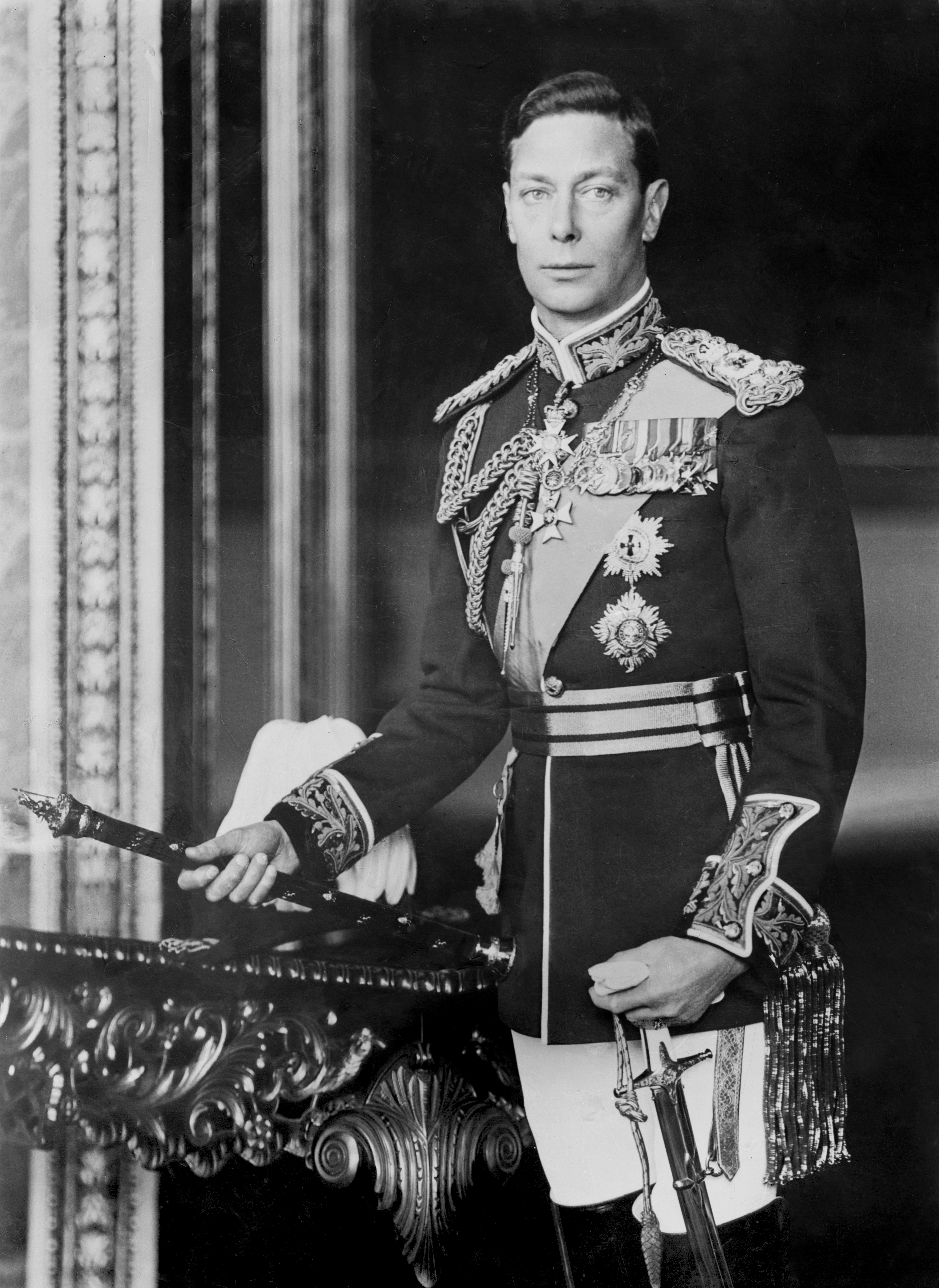
Jiří VI. († 6. února)

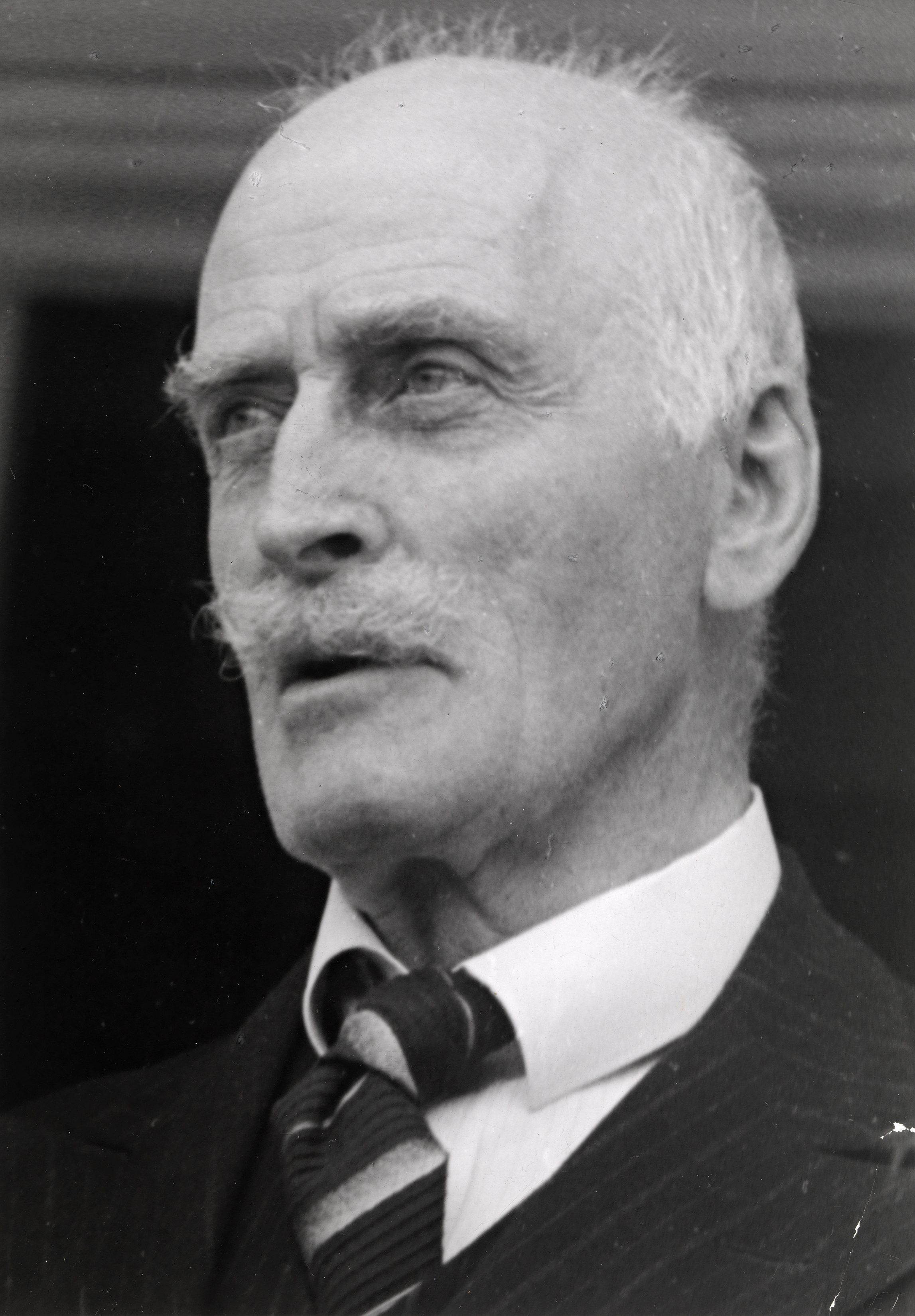
Knut Hamsun († 19. února)

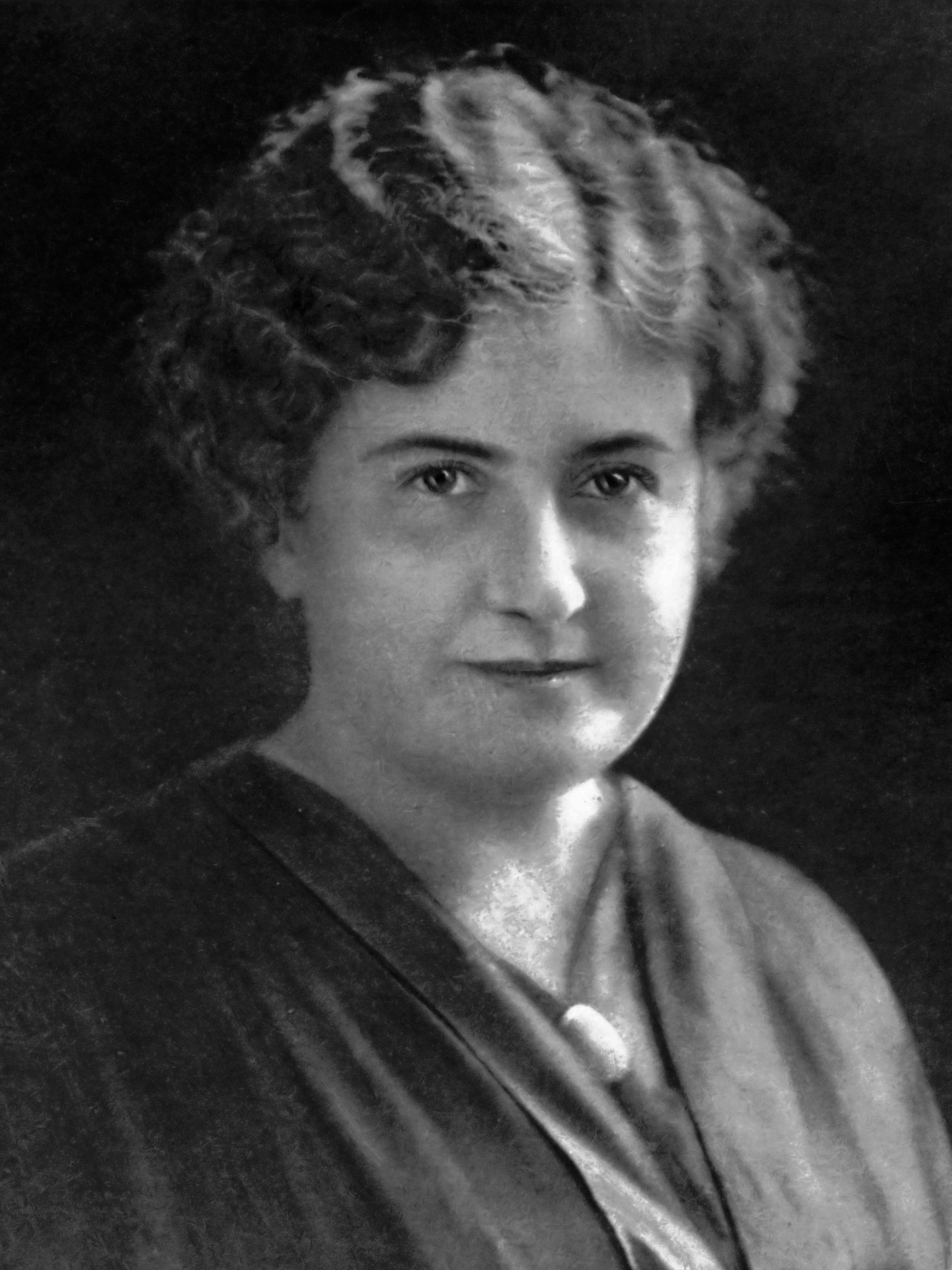
Maria Montessori († 6. května)

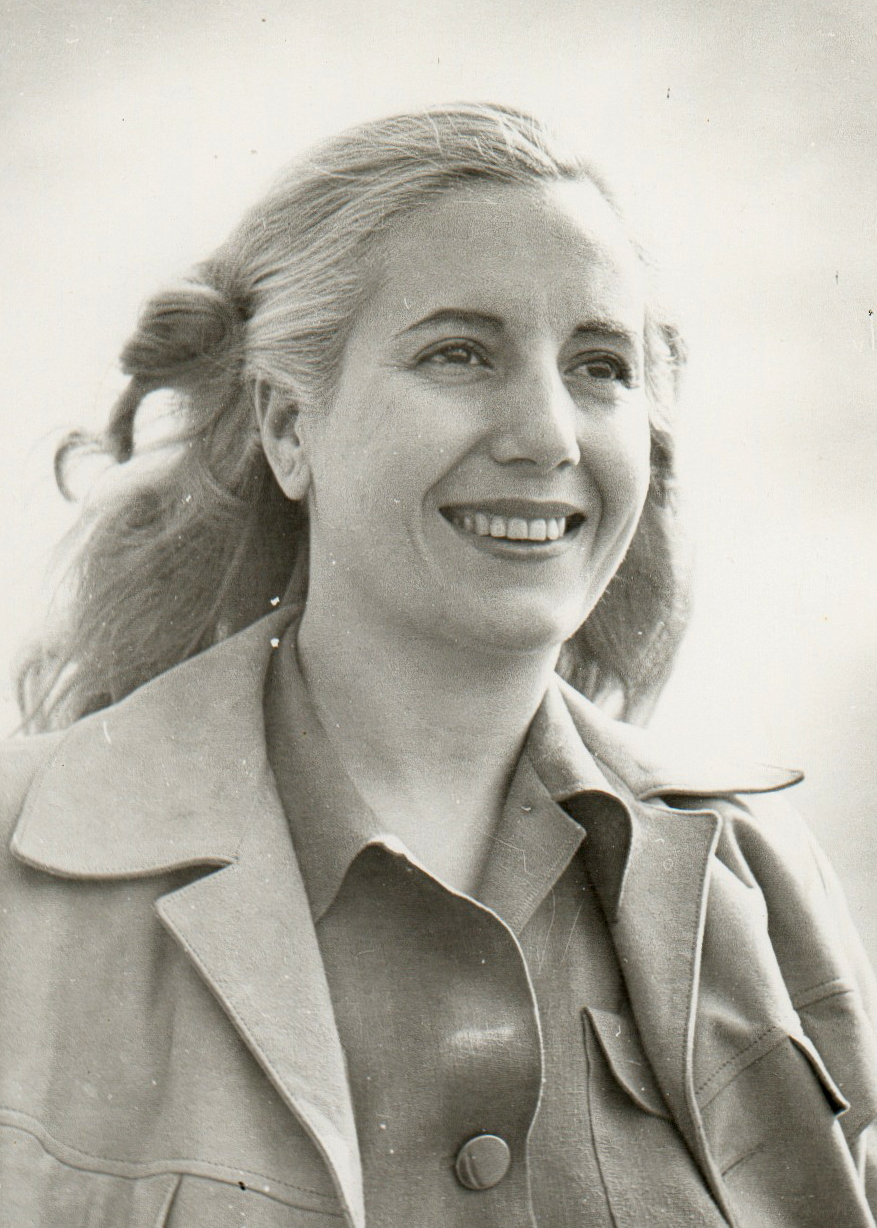
Eva Perónová († 26. července)

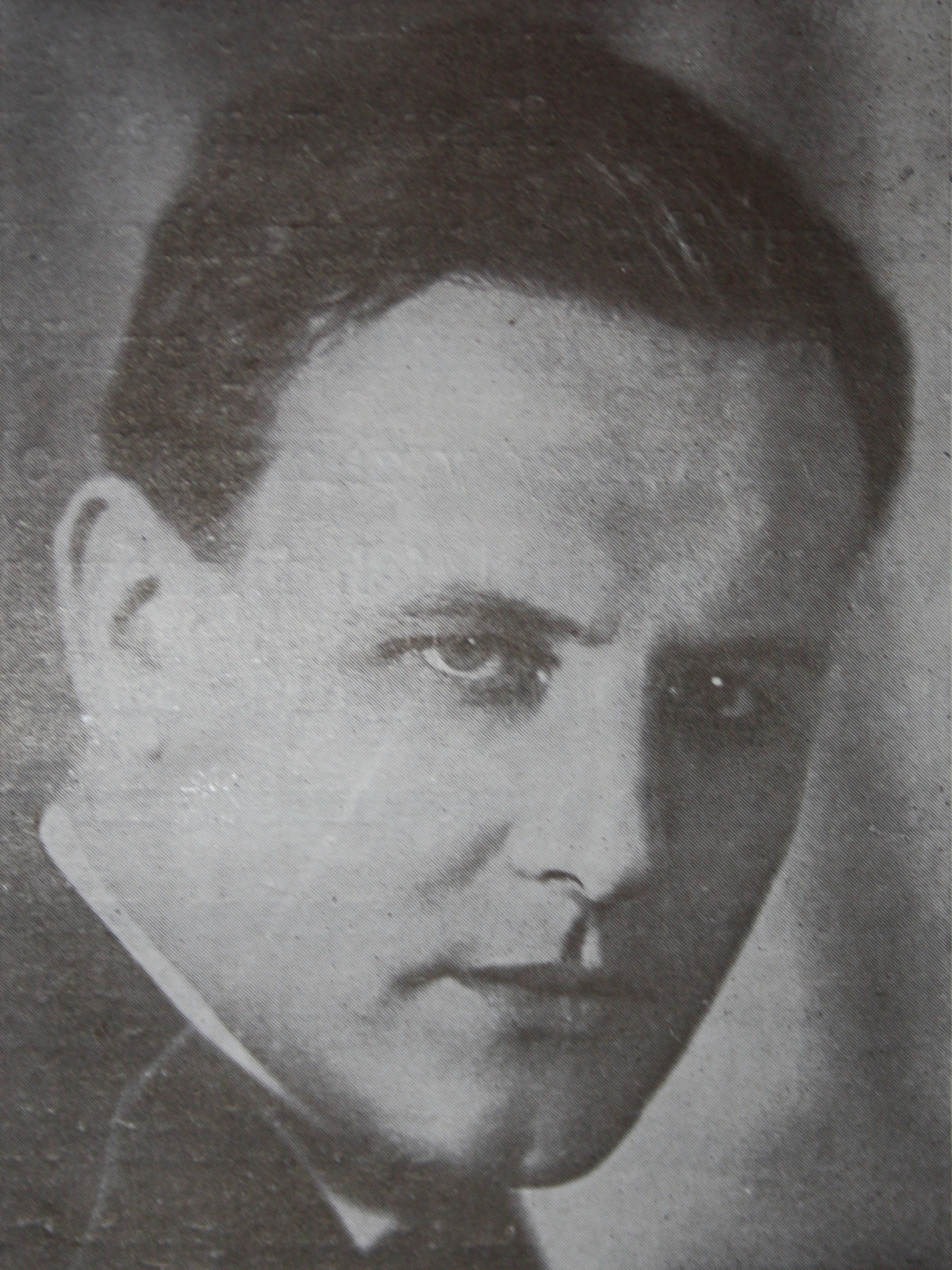
Karel Lamač († 2. srpna)

  - Walter Bertsch, ministr práce a hospodářství Protektorátu Čechy a Morava (* 4. ledna 1900)
  - Vladimír Fajnor, čs. ministr spravedlnosti (* 23. října 1875)
- 19. ledna – Maxmilián Evžen Rakouský, rakouský arcivévoda a bratr císaře Karla I. (* 13. dubna 1895)
- 22. ledna – Albert z Thurn-Taxisu, německý šlechtic a hlava rodu Thurn-Taxisu (* 22. ledna 1867)
- 25. ledna – Sveinn Björnsson, islandský prezident (* 27. února 1881)
- 26. ledna – Chorlogín Čojbalsan, mongolský komunistický vůdce (* 8. února 1895)
- 27. ledna – Fannie Ward, americká herečka (* 22. února 1872)
- 6. února – Jiří VI. britský král (* 14. prosince 1895)
- 11. února – Matija Murko, slovinský literární historik (* 10. února 1861)
- 14. února – Henri Donnedieu de Vabres, francouzský soudce při Norimberském procesu (* 8. července 1880)
- 19. února – Knut Hamsun, norský spisovatel, nositel Nobelovy ceny (* 1859)
- 23. února – Heinrich von Vietinghoff, německý generálplukovník za druhé světové války (* 6. prosince 1887)
- 24. únor – Herbert Adams, anglický autor kriminálních románů (* 1874)
- 4. března – Charles Scott Sherrington, britský fyziolog (* 27. listopadu 1857)
- 6. března – Jürgen Stroop, německý generál, válečný zločinec (* 26. září 1895)
- 9. března – Alexandra Kollontajová, ruská revolucionářka (* 31. března 1872)
- 13. března – Johan Nygaardsvold, norský premiér (* 6. září 1879)
- 21. března – Jiří Toskánský, rakouský arcivévoda a toskánský princ (* 22. srpna 1905)
- 28. března – Pjotr Tavrin-Šilo, německý špion (* 5. dubna 1909)
- 31. března – Walter Schellenberg, šéf nacistické špionážní služby (* 16. ledna 1910)
- 1. dubna – Ferenc Molnár, maďarský spisovatel (* 12. ledna 1878)
- 2. dubna – Bernard Lyot, francouzský astronom (* 27. února 1897)
- 15. dubna – Viktor Černov, ruský politik, novinář, spisovatel, filosof (* 7. prosince 1873)
- 28. dubna – Luisa Žofie Šlesvicko-Holštýnsko-Sonderbursko-Augustenburská, pruská princezna (* 8. dubna 1866)
- 4. května – Ján Koniarek, slovenský sochař (* 30. ledna 1878)
- 6. května – Maria Montessori, italská pedagožka a filozofka (* 31. srpna 1870)
- 10. května – Clark Leonard Hull, americký psycholog (* 25. května 1884)
- 11. května – Bohuslav Klimo, slovenský básník a politik (* 9. dubna 1882)
- 16. května
  - Ze'ev Ben Cvi, izraelský sochař (* 1904)
  - Frances Benjamin Johnstonová, americká fotografka (* 15. ledna 1864)
- 17. května – Ivan Zjatyk, ukrajinský řeckokatolický kněz, oběť komunistického režimu, blahoslavený (* 26. prosince 1899)
- 21. května – John Garfield, americký herec (* 4. března 1913)
- 30. května – Andrej Kavuljak, slovenský historik a lesní inženýr (* 5. prosince 1885)
- 1. června – John Dewey, americký filozof (* 20. října 1859)
- 15. června – Vladimir Alexandrovič Albickij, ruský astronom (* 16. června 1891)
- 18. června – Jefim Bogoljubov, ukrajinský šachový velmistr (* 14. dubna 1889)
- 20. června – Luigi Fagioli, italský pilot formule 1 (* 9. června 1898)
- 27. června – Max Dehn, německý matematik (* 13. listopadu 1878)
- 10. července – Rued Langgaard, dánský varhaník a hudební skladatel (* 28. července 1893)
- 13. července – Eli'ezer Kaplan, izraelský ministr financí a vicepremiér (* 1891)
- 17. července – Maude Adamsová, americká herečka (* 1. listopadu 1872)
- 26. července – Eva Perónová, manželka argentinského prezidenta (* 7. května 1919)
- 2. srpna – Karel Lamač, herec a režisér (* 27. ledna 1897)
- 14. srpna – David Cvi Pinkas, izraelský ministr dopravy (* 5. prosince 1895)
- 21. srpna – Jicchak Sade, velitel Hagany a spolutvůrce izraelské armády (* 19. srpna 1890)
- 2. září – Joseph Avenol, francouzský diplomat, druhý generální tajemník Společnosti národů (* 9. června 1879)
- 7. září – Josef Marek, slovenský veterinář, vědec a pedagog (* 18. března 1868)
- 22. září – Kaarlo Juho Ståhlberg, finský prezident (* 28. ledna 1869)
- 26. září – George Santayana, americký filosof (* 16. prosince 1863)
- 30. září – William Ramsay, kanadský hokejista, vítěz OH 1924 (* 12. prosince 1895)
- 1. října – James Vincenzo Capone, bratr Ala Capona (* ? 1892)
- 11. října – Jack Conway, americký filmový režisér, producent a herec (* 17. července 1887)
- 18. října – Karl von Czapp, ministr zeměbrany Předlitavska (* 9. ledna 1864)
- 19. října
  - Ernst Streeruwitz, rakouský kancléř (* 23. září 1874)
  - Edward S. Curtis, americký antropolog a fotograf (* 16. února 1868)
- 20. října – Petar S. Petrović, srbský herec a spisovatel (* 9. června 1899)
- 23. října – Susan Petersová, americká divadelní, filmová a televizní herečka (* 3. července 1921)
- 27. října – Acujoši Furuta, japonský fotbalista
- 31. října – Andreas Markusson, norský spisovatel (* 7. března 1893)
- 6. listopadu – Adolph J. Sabath, americký právník a politik (* 4. dubna 1866)
- 8. listopadu – Harold Innis, kanadský ekonom a mediální teoretik (* 5. listopadu 1894)
- 9. listopadu – Chajim Weizmann, izraelský prezident (* 27. listopadu 1874)
- 16. listopadu – Charles Maurras, francouzský nacionalistický politik, novinář a spisovatel (* 20. dubna 1868)
- 18. listopadu – Paul Éluard, francouzský básník (* 14. prosince 1895)
- 20. listopadu – Benedetto Croce, italský filosof historik, spisovatel a politik (* 25. února 1866)
- 26. listopadu
  - Eli Heckscher, švédský ekonom a historik ekonomie (* 24. listopadu 1879)
  - Sven Hedin, švédský topograf, cestovatel a fotograf (* 19. února 1865)
- 27. listopadu – Štefan Bašťovanský, primátor Bratislavy, generální tajemník Komunistické strany Slovenska (* 7. února 1910)
- 1. prosince – Vittorio Emanuele Orlando, italský diplomat a politik (* 9. května 1860)
- 4. prosince – Karen Horneyová, americká psycholožka a psychiatrička (* 16. září 1885)
- 14. prosince – Kazimír Bezek, slovenský básník, dramatik a politik (* 31. srpna 1908)
- 15. prosince – Karol Šmidke, slovenský komunistický politik (* 21. ledna 1897)
- 18. prosince – Ernst Stromer, německý šlechtic a paleontolog (* 12. června 1870)
- 23. prosince – Vasilij Erošenko, ruský esperantský spisovatel (* 12. ledna 1890)
- 25. prosince
  - Margrethe Matherová, americká fotografka (* 4. března 1886)
  - Ota z Windisch-Graetze, rakouský šlechtic (* 7. října 1873)
- 28. prosince – Alexandrina Meklenbursko-Zvěřínská, dánská královna (* 24. prosince 1879)
- 29. prosince – Fletcher Henderson, americký jazzový klavírista a hudební skladatel (* 18. prosince 1897)

## Domácí demografický vývoj
Zdroj: Český statistický úřad

## Hlavy států
- Československo – Klement Gottwald (1948–1953) (premiér Antonín Zápotocký 1948–1953)
- Čína – Mao Ce-tung (1949–1976)
- Dánsko – Frederik IX. (1947–1972)
- Egypt – Farúk I. (1936–1952)
- Francie – Vincent Auriol (1947–1954)
- Itálie – Luigi Einaudi (1948–1955)
- Japonsko – Hirohito (1926–1989)
- Maďarsko – Sándor Rónai (1950–1952) / István Dobi (1952–1967)
- Německá demokratická republika – Wilhelm Pieck (1949–1960)
- Nizozemsko – Juliána Nizozemská (1948–1980)
- Rakousko – Theodor Körner (1951–1957) (kancléř Leopold Figl 1945–1953)
- Řecko – Pavel I. (1947–1964)
- Sovětský svaz – Josif Vissarionovič Stalin (1922–1953)
- Spojené království – Jiří VI. (1936–1952) / Alžběta II. (1952–2022) (premiér Winston Churchill 1951–1955)
- Spolková republika Německo – Theodor Heuss (1949–1959) (kancléř Konrad Adenauer 1949–1963)
- Španělsko – Francisco Franco (1939–1975)
- Švédsko – Gustav VI. Adolf (1950–1973)
- Turecko – Celâl Bayar (1950–1960)
- USA – Harry S. Truman (1945–1953)
- Vatikán – Pius XII. (1939–1958)

### Digitální archivy k roku 1952
- Československý filmový týdeník v archivu České televize – rok 1952
- Dokumentární cyklus České televize Retro – rok 1952
- Pořad stanice Český rozhlas 6 Rok po roce – rok 1952
- Rudé právo – rok 1952